# Bauwerke auf dem Campus Bockenheim
Bauwerke im Frankfurter Campus Bockenheim.
Der Campus Bockenheim umfasst das alte Uni-Gelände in der Nähe der Bockenheimer Warte; er ist zwar nach Bockenheim benannt, liegt aber im Frankfurter Westend.

## Erläuterungen und Regeln

### Gliederung
- Der Hauptteil des Artikels mit der Bezeichnung Die Straßen ist hierarchisch gegliedert nach Straße, Adresse (Straße mit Hausnummer) und Gebäude.
- Bei der alphabetischen Sortierung werden Groß- und Kleinschreibung (A, a) sowie Umlaute und Grundbuchstaben (Ü, U) nicht unterschieden.
- Die Gebäude werden unter ihrer heutigen Adresse aufgeführt. Frühere Straßennamen und Hausnummern werden im Text zur Straße oder zum Gebäude erwähnt.
- Gab es an einer Adresse im Laufe der Zeit mehrere verschiedene Gebäude, z. B. zuerst eine Fabrik und später ein Wohnhaus, erhalten diese getrennte Einträge in chronologischer Abfolge.
- Hat ein Gebäudekomplex mehrere Adressen, wie z. B. die Dondorfsche Druckerei, gibt es an einer Adresse einen Haupteintrag und an den anderen Adressen einen Nebeneintrag, der nur auf den Haupteintrag verweist.

### Bilder
- Die Bilder werden alle direkt unter der Gebäudeüberschrift in Galerien platziert; dadurch bleiben sie auch bei verschieden großen Browserfenstern stets beim Text.
- Maximal drei Bilder pro Gebäude, damit das Layout nicht zu unruhig wird.
- Bildtext mit maximal zwei Zeilen; am Ende gibt jeweils eine Jahreszahl in Klammern an, von wann der Inhalt des Bildes stammt.

## Die Straßen

### Bockenheimer Landstraße

#### Bockenheimer Landstraße 121

##### Labsaal

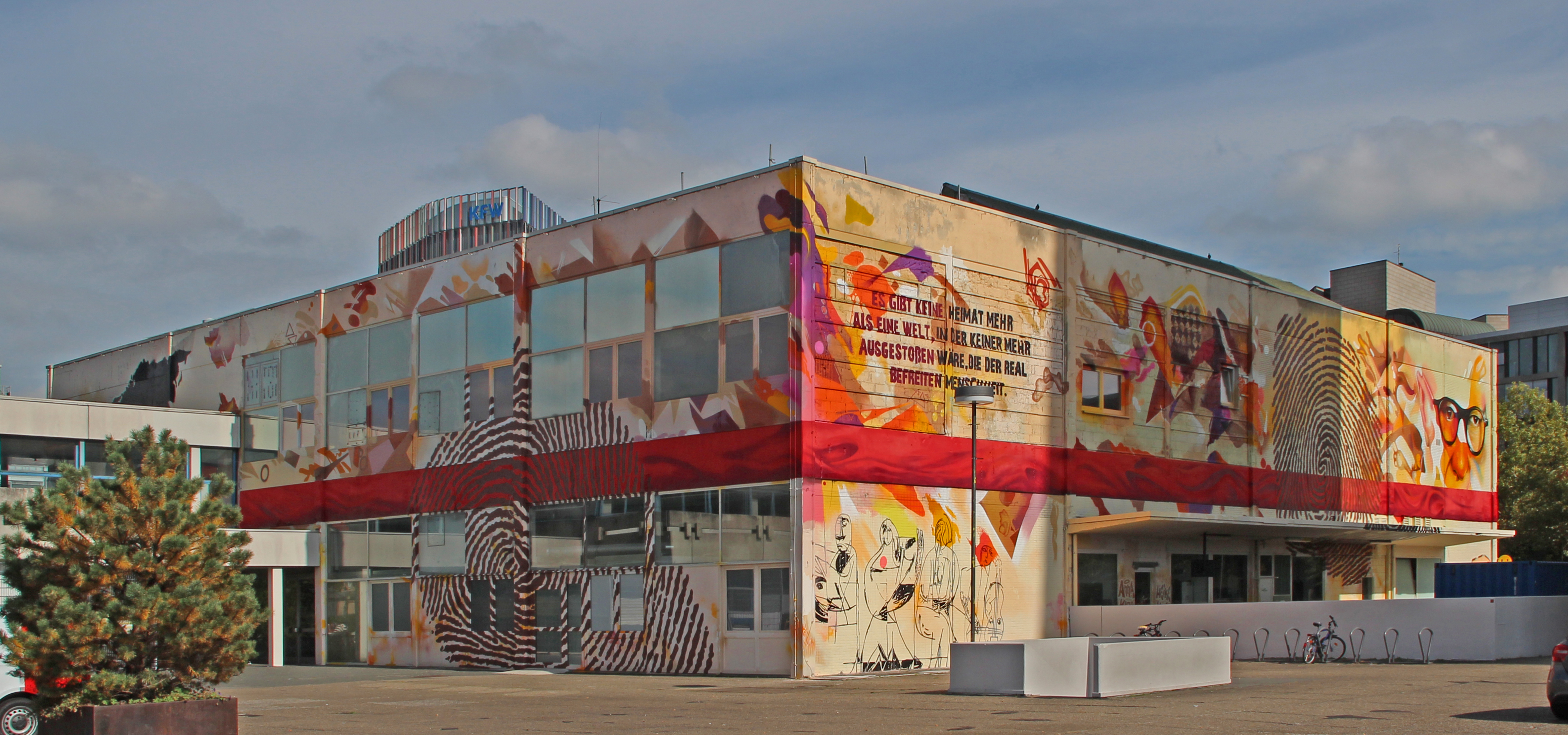
Labsaal, früher Zentralmensa (2017)

Labsaal ist ursprünglich ein seemännischer Begriff, der in der Schifffahrt die Konservierung von Tauwerk beschreibt, später aber ein Synonym für „Labung“, Erquickung und Wohltat wurde.
Der zweigeschossige Labsaal der Uni Frankfurt auf späterem Campus Bockenheim, entworfen von Ferdinand Kramer. Links die östliche Seite, rechts die nördliche. Links im Hintergrund das Juridicum. Links vorne der Eingang zur U-Bahn-Station Bockenheimer Warte
Die ursprünglich 1962 vom Architekt Ferdinand Kramer konzipierte zweigeschossige Mensa mit zwei großen Selbstbedienungsbereichen im Erd- und Obergeschoss sowie einer Milchbar im Erdgeschoss und einem Restaurantbetrieb mit Service im Obergeschoss für Professoren und wissenschaftliche Mitarbeiter.
Der Spitzname dieses Teils der Mensa mit anfangs besonderer Menüfolge war „Teppichmensa“, da er mit Teppich ausgelegt war. Nach den 1968-Jahre und durch stets steigende Gästezahlen, änderten sich hier die Sonderstellung. Teppichbelag, Tischservice und besondere Menüauswahl verschwanden bzw. wurde angeglichen.
Ab den 1980er Jahren wurde die Mensa als „Labsaal“ bezeichnet. Durch starken Zustrom an Studenten, die stets in großen Schlangen vor der Essensausgabe standen, musste die Konzeption geändert werden, weswegen der Labsaal um einen Neubau erweitert wurde (das heutige Sozialzentrum). Etwa im Jahre 2002 kam es zur Schließung der gesamten Mensa. Die Speisesäle in der Neuen Mensa wurden mit der Verlagerung der Mitarbeiter und Studenten angepasst und im Jahr 2013 geschlossen. Die Cafeteria in der Neuen Mensa im Erdgeschoss ist weiterhin geöffnet. Der Labsaal wurde seit Januar 2016 als Unterkunft für Asylbewerber genutzt. Nach Renovierungsarbeiten 2017 konnten bis zu 120 Personen untergebracht werden. Die Fassade wurde von den Künstlern Justus Becker und Oğuz Şen zusammen mit Jugendlichen und ehemaligen Bewohnern bemalt. Das Kunstwerk nimmt Bezug auf das Thema Flucht in Vergangenheit und Gegenwart. Zwischenzeitlich nutzt die Universität das Gebäude wieder selbst.

#### Bockenheimer Landstraße 133

##### Neue Mensa

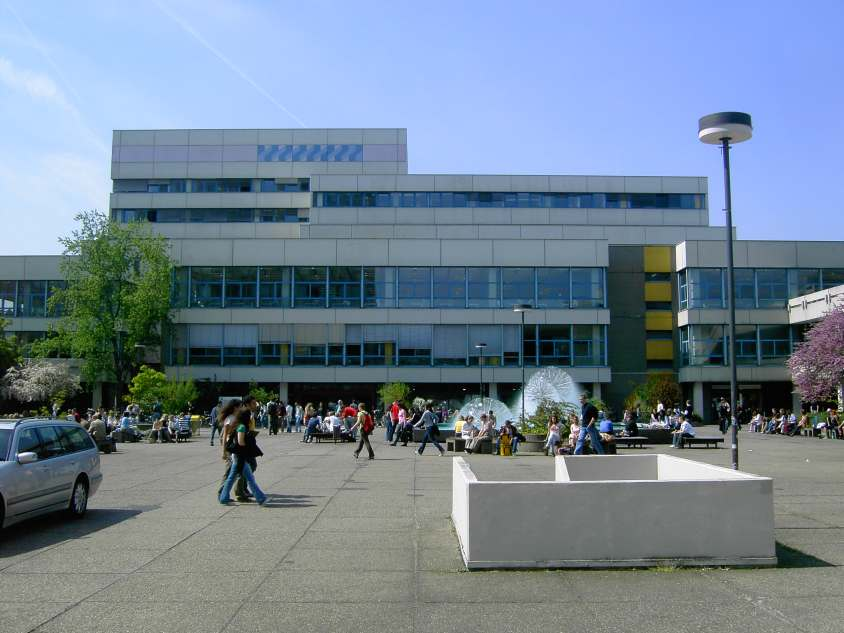
„Neue Mensa“ (2004)

Sozialzentrum und Neue Mensa, Campus Bockenheim, Johann Wolfgang Goethe-Universität. In den 1970er Jahren wurde das Sozialzentrum, auch „Neue Mensa“ (NM) genannt, gebaut. Das Gebäude riegelt den Campus von der Bockenheimer Landstraße ab und beherbergte die Neue Mensa, Seminarräume und in den oberen Etagen Büros von Uni-Verwaltung und Studentenwerk. Nach dem Auszug des Studentenwerks wurden Teile des FB 9 in dieses Gebäude umgezogen.

#### Bockenheimer Landstraße 135

##### Studentenwohnheim des Ferdinand Kramer (1956)

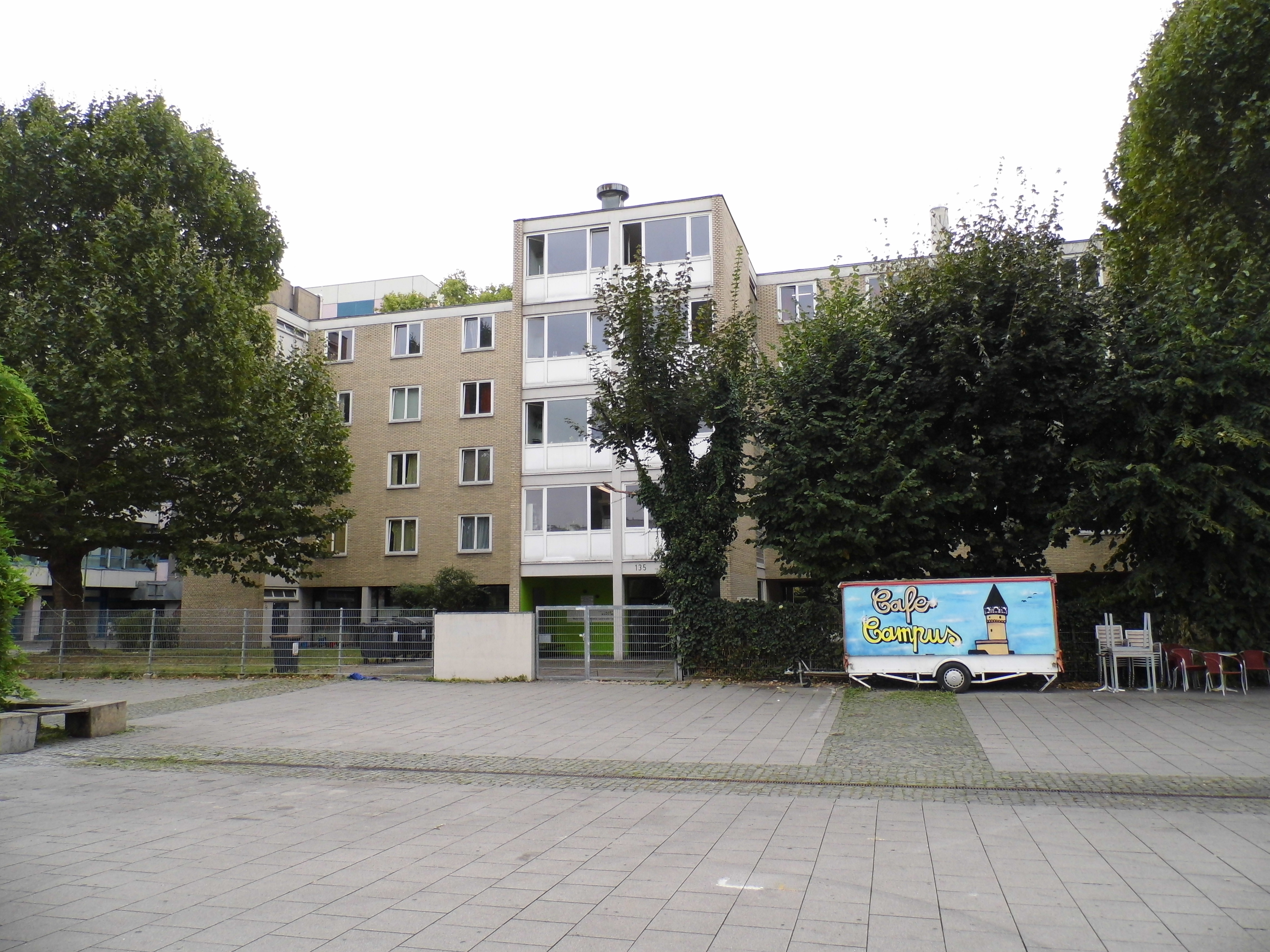
Studentenwohnheim von der Bockenheimer Landstraße her (2012)
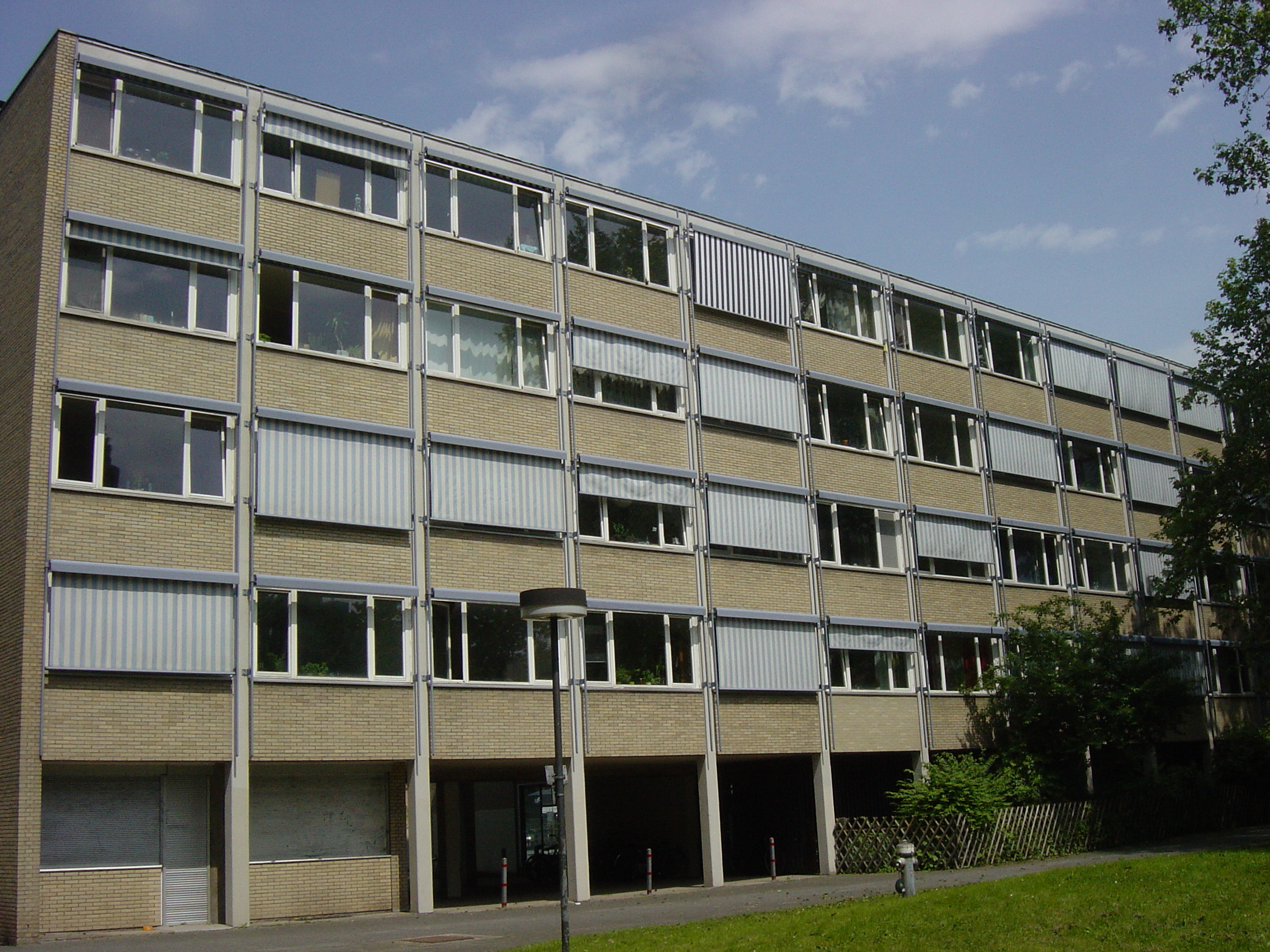
Parkseite (2013)

Frankfurt Campus Bockenheim, Studentenwohnheim Bockenheimer Landstraße 135. Architekt Ferdinand Kramer. Erbaut 1956, Konstruktion Stahlbetonskelett mit Sichtbetonpfeilern und Sichtbetonunterzügen, Stahlrippendecken. Ausmauerung zwischen dem Stahlbetonskelett, Verblendung mit Klinkermauerwerk. Nutzung seit Sanierung 2012: 81 Studenten-Einzelzimmer, Träger: Studentenwerk. Das Gebäude steht seit 2000 unter Denkmalschutz. Dieses Studentenwohnheim an der Bockenheimer Warte ist der einzige Bau geblieben, der von Kramers anfänglicher Idee einer Campusuniversität nach amerikanischem Vorbild zeugt (Einheit von Studieren und Wohnen). Der viergeschossige Bau umfasst pro Stockwerk einen Besucherraum, eine Teeküche (im Mittelrisalit) und zwei Waschräume (am Ende der beiden Flügel). Ursprünglich war das Erdgeschoss des Skelettbaus offen. Es diente als Durchgang, zum Einstellen von Fahrrädern und hatte zudem neben dem Empfang einen vollverglasten Clubraum sowie eine Tutorenwohnung und eine Wäschekammer. Auszug aus dem Einweihungstext Kramers: „… ja wo bleibt denn da die Gemütlichkeit? Hörte ich immer noch im Geiste. Zwischen der Schenke „Zum Schlagbaum“ (heute verschwunden, dafür Restaurant „Extrablatt“) und der „Mexicana Bar“ (längst verschwunden, heute „Neue Mensa“) steht dieses Haus so wesensfremd. Alte und neue Gemütlichkeit konkurrieren hier um die jungen Leute.... Die Wände sind erbarmungslos weiß, die Betonsäulenträger schalungsgrau, nicht einmal abgeschliffen, mit Löchern wie die Rinde eines Baumes.....Weiß ist der Hintergrund. Was da ist, wird vor ihm kräftiger, wenn es überhaupt Kraft hat.....Das Weiß als Hintergrund wird Ihnen unmerklich ein Gefühl der Freiheit geben....Sie wollen ja nicht ewig hier wohnen, nicht sich so einrichten, dass Sie nachher gar nicht mehr aus Ihrem Fuchsbau herauskommen....Gemütlich ist heute nicht mehr der Schlupfwinkel, die Bude, die gedeckte Farbe, die ebenso wie die kaschierte Konstruktion einem vormacht, in der Umwelt gäbe es keine Entscheidungen und keine konstruktiven Aufgaben. Sich ihnen zu stellen, ist dem Gemüt zuträglicher“.

### Georg-Voigt-Straße
Die geraden Hausnummern der Georg-Voigt-Straße und der Robert-Mayer-Straße 9–11 wurden von der Goethe-Universität zur Lehre und Forschung benutzt. Die Nr. 4 bis 12 von der Sprache und Literatur bzw. Mathematik (Bis ca. 2002). Die Nr. 14 und 16 der Angewandten Physik bzw. Institute für Pharmazie und Lebensmittelchemie (bis 2006). Diese würde für das Senckenberg Biodiversität und Klima Forschungszentrum (BiK-F) umgebaut und anschließend bezogen. Die Nummer 12a war das Bauleitgebäude des LBIH für den AfE-Turm und war ab der Jahrtausendwende im Mischbetrieb.

#### Georg-Voigt-Straße 4

##### Tibethaus

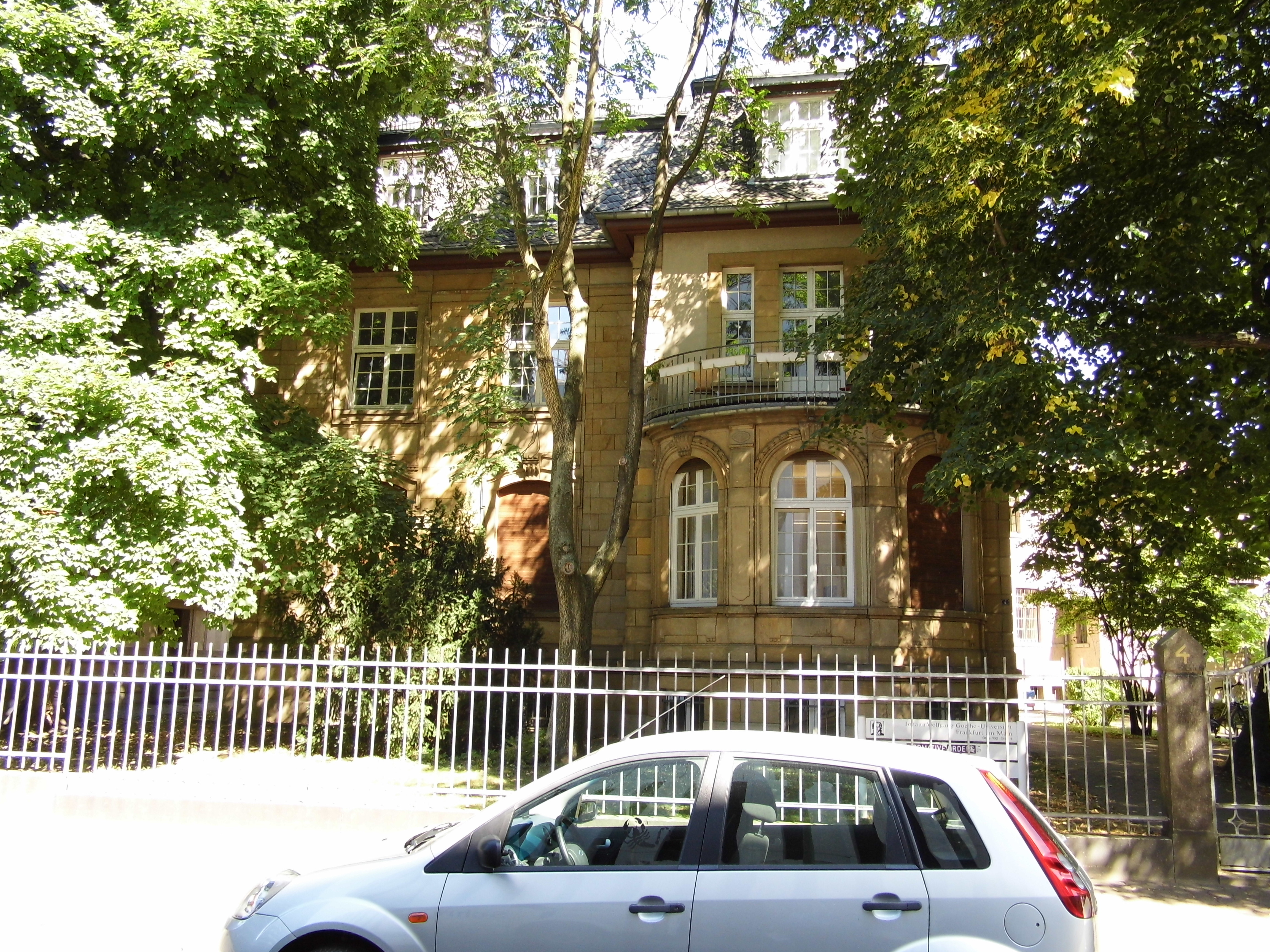
Georg-Voigt-Straße 4 (2012)

Von 2005 bis 2017 befand sich das Tibethaus Deutschland Chödzong e. V. in der Kaufunger Straße 4, das Haus der Buddhistischen Gemeinschaft. Es stand unter der Schirmherrschaft des 14. Dalai Lama. Hier wurde über den tibetischen Buddhismus hinaus die gesamte tibetische Kultur und Medizin in Form von Vorträgen, Seminaren und gemeinsamen Festen vermittelt. Angeschlossen war dies Tibethaus dem 1955 gegründeten buddhistischen Dachverband Deutschlands, die Deutsche Buddhistische Union (DBU) in Frankfurt. Ende 2017 zog das Tibethaus in eine ehemalige Professoren-Villa in der Georg-Voigt-Straße 4 um. Hier steht mehr Raum zur Verfügung. Die Altimmobilie, ursprünglich eine ehemalige Brotfabrik und ein altes Bauernhaus, wurde verkauft und gegen den Protest der Bockenheimer Anwohner zugunsten eines Neubaus mit mehreren Eigentumswohnungen größtenteils abgebrochen.

#### Georg-Voigt-Straße 14–16

##### Institut für Pharmazie und Lebensmittelchemie

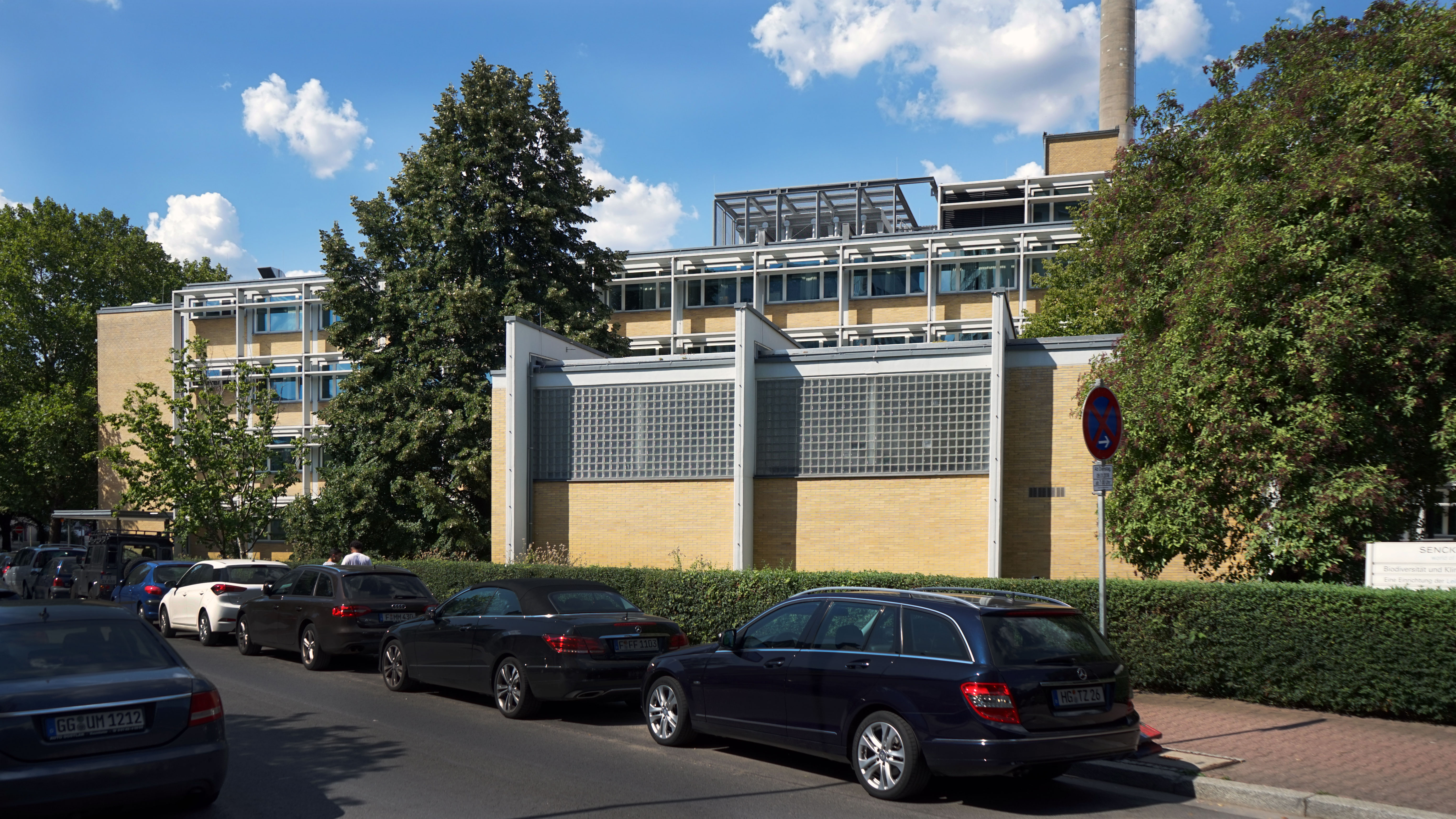
Ehedem Uni-Institut für Pharmazie und Lebensmittelchemie (2018) …
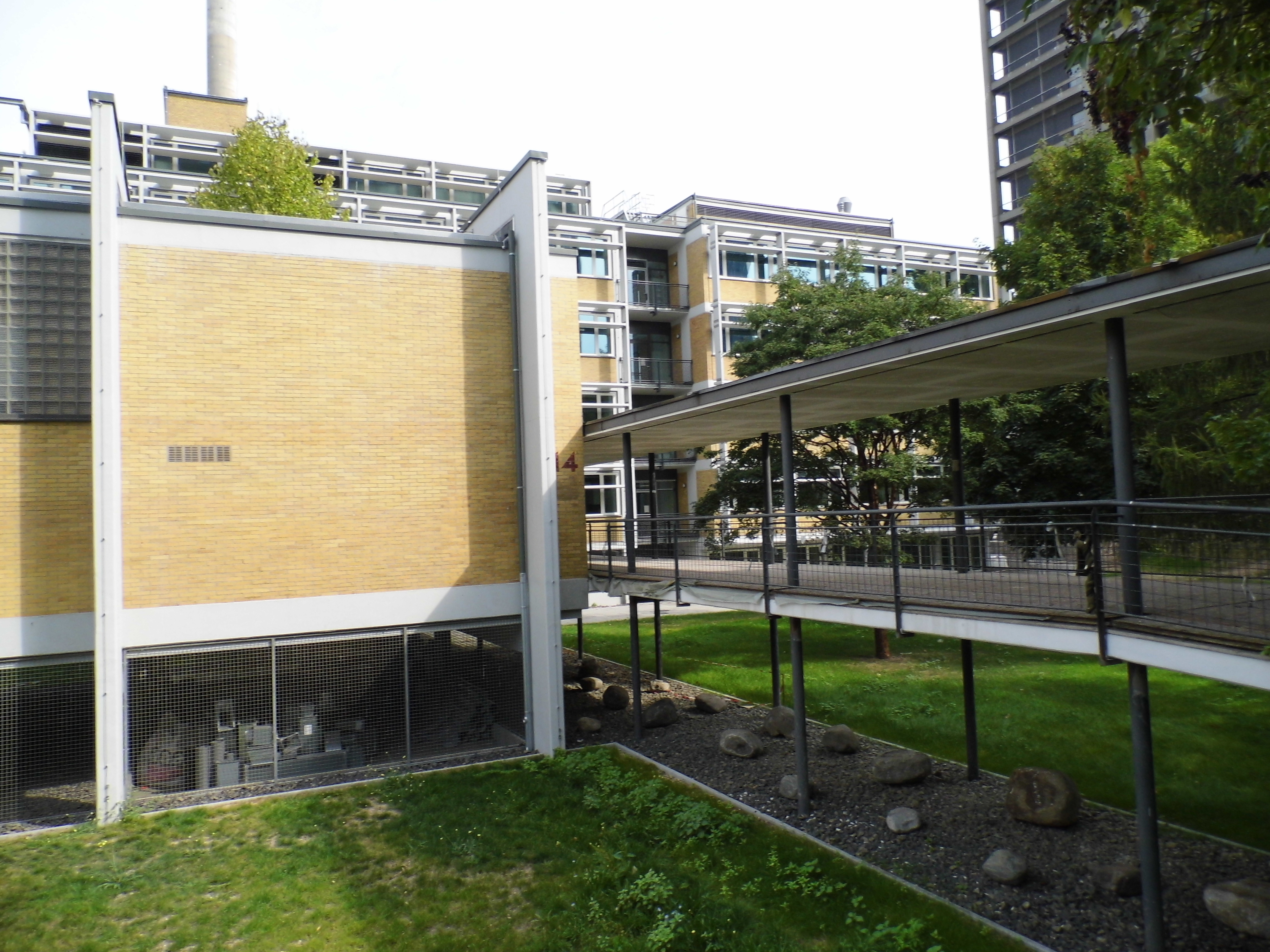
… jetzt Senckenberg Biodiversität- und Klima-Forschungszentrum (2012)

Architekt des von 1954 bis 1957 erbauten Gebäudes war Ferdinand Kramer. Zuerst behauste es das Institut für Pharmazie und Lebensmittelchemie der Universität und später das Senckenberg-Forschungszentrum für Biodiversität und Klima.

### Gräfstraße

#### Gräfstraße 38

##### Mathe I
Institutsgebäude Mathematik.

#### Gräfstraße 46

##### Heizwerk der JWG Universität

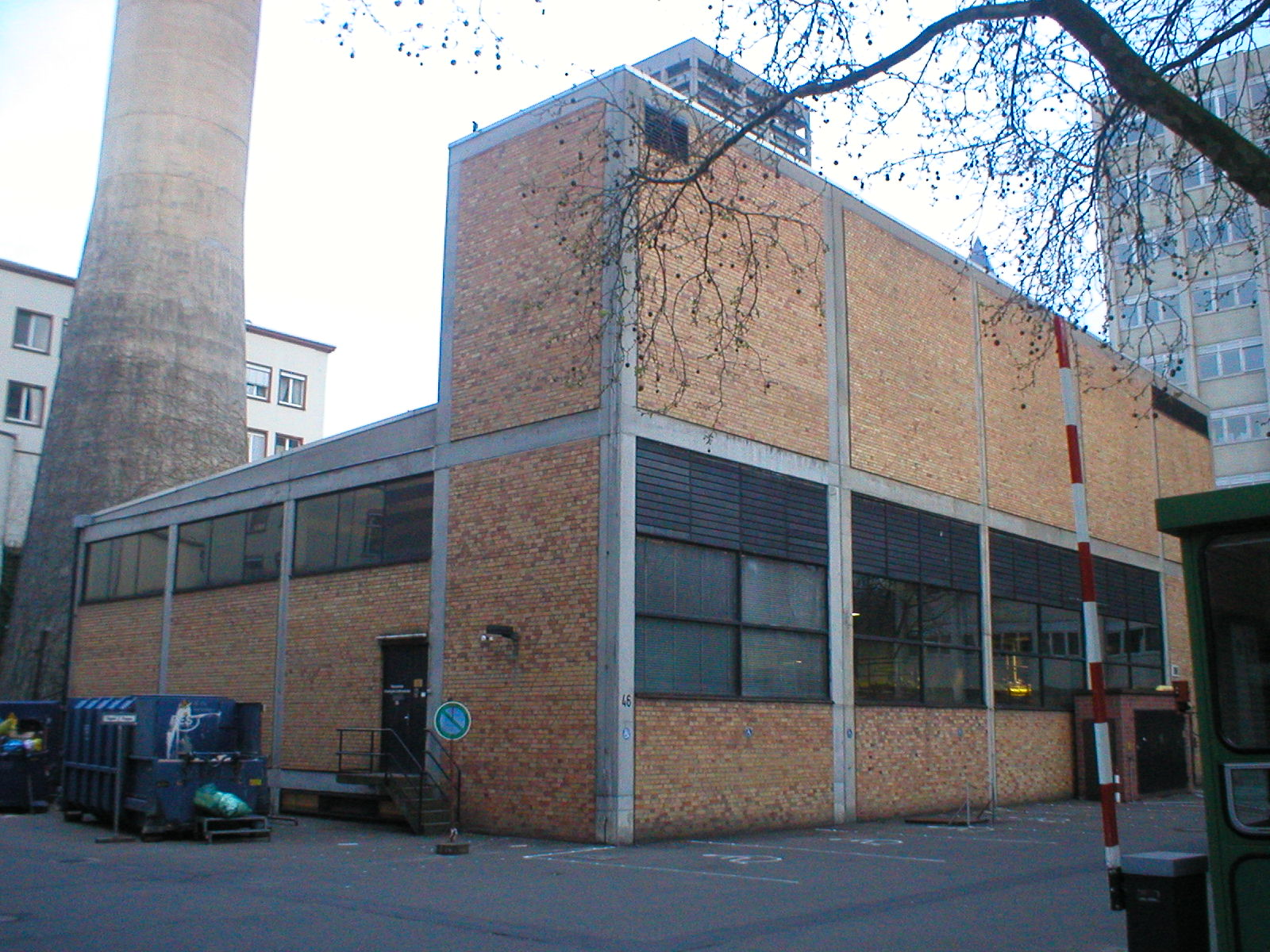
Heizkraftwerk der Universität (2002)

Ehemaliges Heizwerk der Johann-Wolfgang-Goethe-Universität, Frankfurt am Main, Gräfstraße, jetziger Campus Bockenheim. Architekt:Ferdinand Kramer (1898–1985) (Mitarbeiter: Walther Dunkl) Baujahr: 1953. Kramer, von 1952 bis 1964 Leiter des Universitätsbauamtes konzipierte hier, beeinflusst vom Bauen in Amerika, im Jahr 1953 als einer der ersten Kramerschen Universitätsbauten und etablierte das Rastersystem aus Betonstützen und Klinkerausmauerungen mit großen Fensteröffnungen, das so auch bei den weiteren Bauten Kramers für die Universität wegweisend war; das Gebäude steht jedoch nicht unter Denkmalschutz. Mehr als 60 Jahre wurde so der Universität durch den Bau dieses Kraftwerks die Installation von Heizkesseln samt Folgekosten in jedem einzelnen Institut erspart. Seit der Sprengung des AfE-Turms ist der 120-Meter-Schornstein mit seinem Elefantenfuß des Kramerschen Heizkraftwerks wieder die städtebauliche Dominante des Quartiers. „Ein Betonschornstein als überragendes Arbeitssymbol ist, wie wir fürchten, als proletarisches Denkmal gemeint, eine Art Eiffelturmersatz und ein Affront“, ereiferte sich ein Kritiker im „Merian“-Heft Frankfurt von 1968. Ab 1953 verfeuerte sie Kohle, dann ab Ende der 60er Öl. 1995 kam die Mainova mit Erdgas ins Spiel. Das Gebäude wird seit Anfang 2015 nicht mehr als Heizwerk genutzt, da auch der Campus Bockenheim jetzt an das Fernheiznetz angeschlossen ist. Der 120 m hohe Schornsteins ist seitdem nicht mehr in Betrieb. Rechts im Hintergrund zeigt sich als Teilansicht der sogenannte Mathe-Turm, Sitz des Institutes für Mathematik des Fachbereichs 12 der Goethe-Universität Frankfurt, Robert-Mayer-Straße 10 Ecke Gräfstraße 40. Historisch lag hier in dem ehemals Königstraße benannten Grundstück vor den Weltkriegen das Betriebsgelände der renommierten Frankfurter Uhrenwerkzeugfabrik Lorch, Schmidt & Co. GmbH., die später in die Hanauer Landstraße 135–137 umsiedelte.

#### Gräfstraße 50

##### Hörsaalgebäude BT E

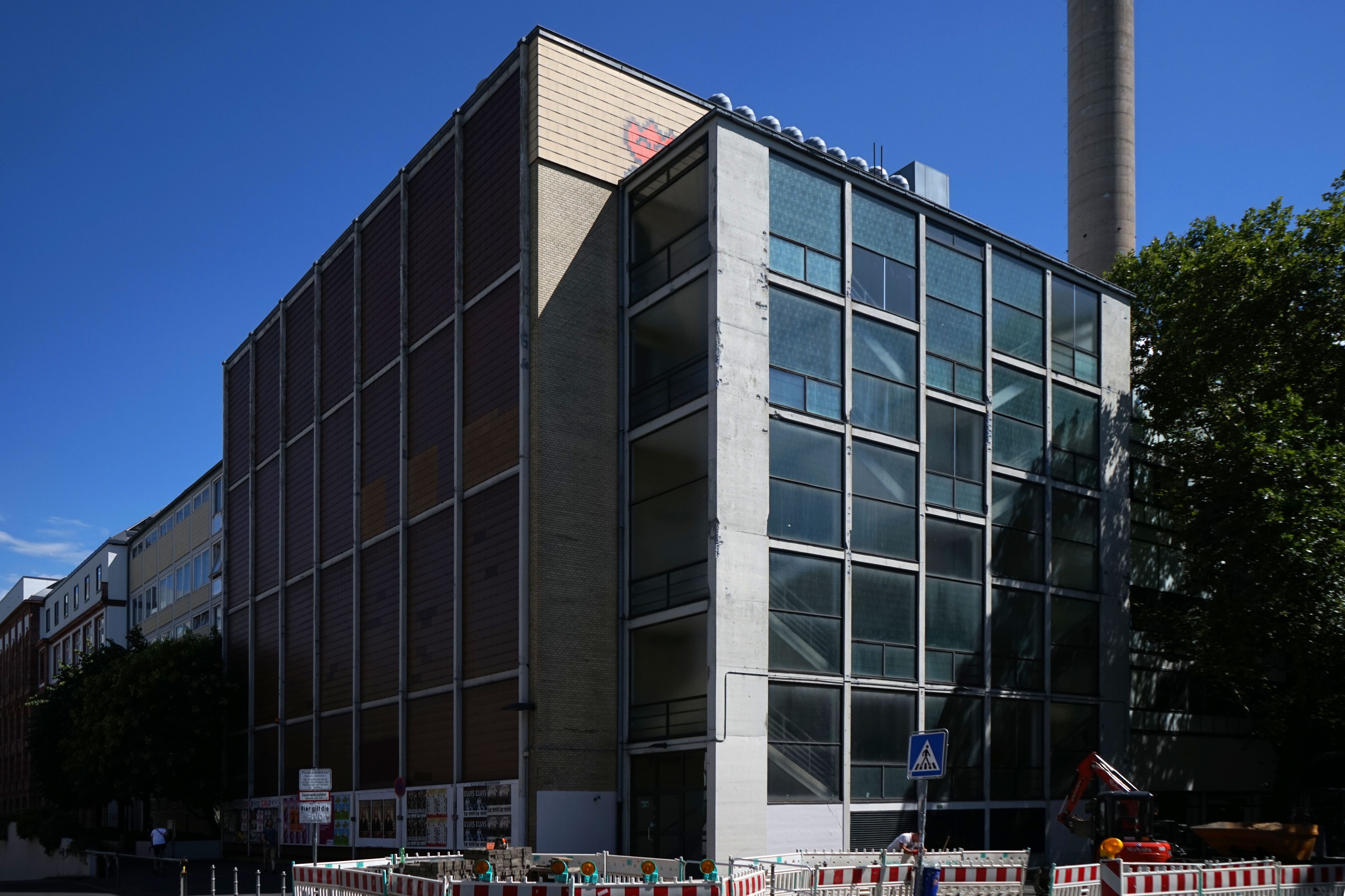
Hörsaalgebäude von der Gräfstraße Ecke Mertonstraße aus (2018)

Hörsaalgebäude I von 1958, Johann-Wolfgang-Goethe-Universität. Gebäude von Ferdinand Kramer, damaliger Leiter des Universitätsbauamtes von 1952 bis in die 1960er Jahre. Gestapelte Hörsäle 1–6, verschränkt mit gegenläufigen Profile, zeigen sichtbare Skelettbauweise mit Beton und Stahl; Gräfstraße 50–54. Vordergrund Treppenhaus. 1964 erfolgte als Anbau das Hörsaalgebäude II. 2022 nach Funktionswechsel zum Campus Westend finden hier Veranstaltungen der Uni für den 3. Lebensabschnitt (U3L) statt.
Lange Zeit jährliche Nutzung als Eventlocation „Quartier Latin“ (Frankfurt). Hier fand über 65 Jahre eine jährliche zweitägige Faschingsfeier des AStAs Frankfurt mit Livemusik, verschiedenen DJs. und diversen Bars statt. Die Stockwerke und Hörsäle waren mehr oder weniger nach dem jeweiligen Motto dekoriert. Diese, trotz Eintrittspreisen von zuletzt 18 Euro, meist ausverkaufte Veranstaltung, hatte regelmäßig ca. 3000 feiernde und tanzende Teilnehmer. Sie wurde die zentrale Karnevalsfeier des Frankfurter Raums. Veranstalter war der AStA, eine Abkürzung für „Allgemeiner Studierendenausschuss“. Diese Karnevalsfeier „Quartier Latin“ offiziell der Frankfurter Studierenden findet seit 2018, laut Beschluss des AStA-Vorstandes, nicht mehr statt. Diese Veranstaltung sei zum Massenbesäufnis verkommen, auch würden Sicherheitsbedenken gegen diese Feier sprechen, so der damalige Vorstand des AStAs.

#### Gräfstraße 52

##### Hörsaalgebäude BT D
Erweiterungsbau von 1964 des Hörsaaltraktes durch Hörsaalgebäude II als Anbau zum Hörsaalgebäude I.
Siehe dort

#### Gräfstraße 66

##### Optische Werke „Dr. R. Krügener“, später „Plaubel & Co.“

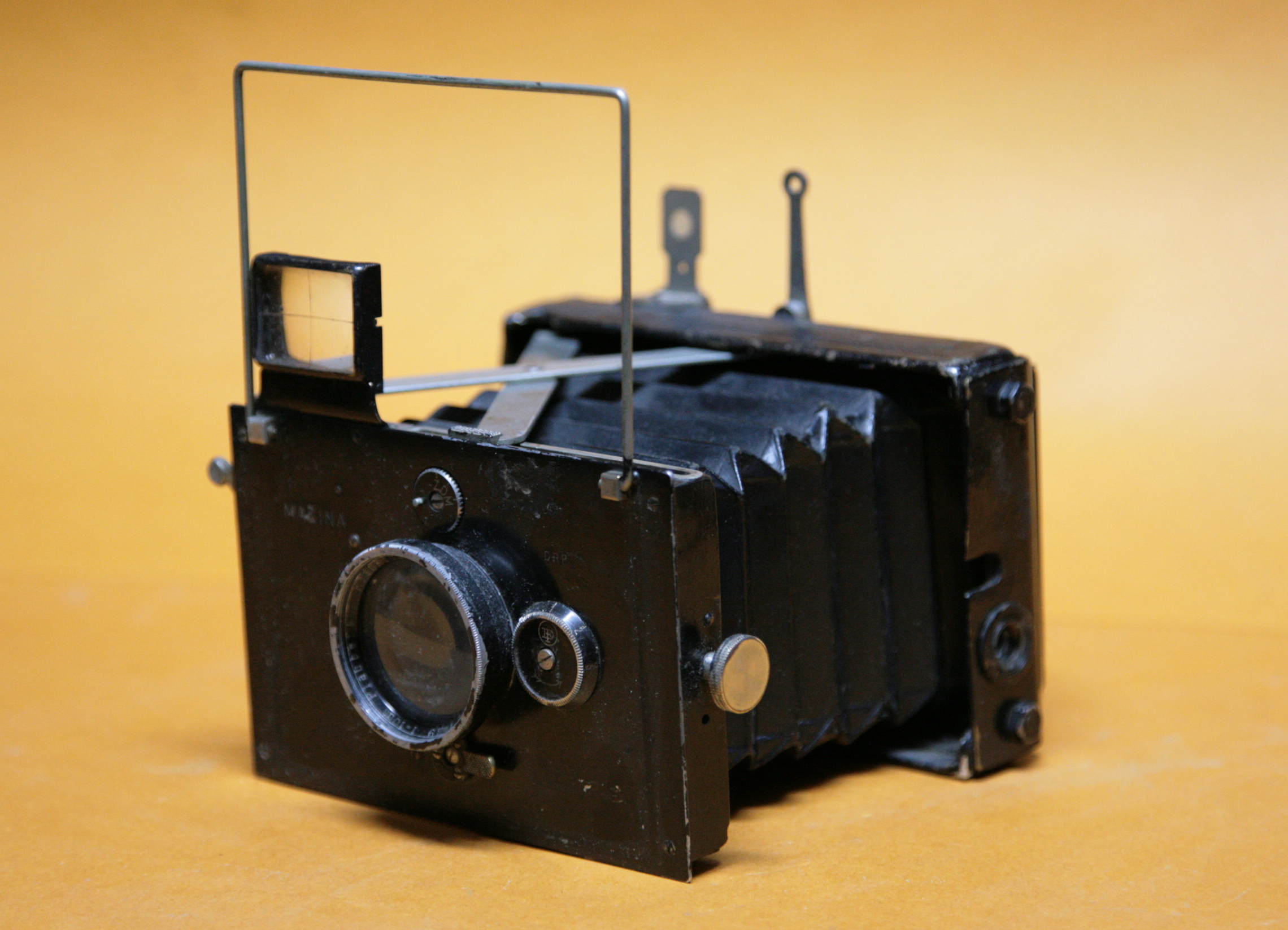
Plaubel Makina (1912)

In der Königstraße 66, später Gräfstraße, wurden vor dem Ersten Weltkrieg die Dr. Rudolf Krügener, Photochemisches Laboratorium und Fabrik photographischer Apparate gegründet. Laut Werbeanzeige war sie 1905 mit 300 Arbeitern die größte Spezialfabrik photographischer Hand-Kameras im deutschen Kaiserreich. Der das Unternehmen fortführende Schwiegersohn Hugo Schrader des Firmengründers R. Krügener nannte die Firma dann in Optische Werke Plaubel & Co. um. Der Enkel des Firmengründers Goetz Schrader verlegte nach Kriegszerstörung im Zweiten Weltkrieg das Unternehmen nach Rödelheim, Rödelheimer Landstraße, Ecke Ludwig-Landmann-Straße. Mit der Entwicklung und Produktion der analogen Kamera, besonders mit dem Modell Makina, wurden die Optischen Werke Plaubel & Co. zu einer Weltmarke, besonders im Profisegment. Das Aufkommen der digitalen Fototechnik führte zum Ende des Unternehmens. Der Standort wurde in den 1980er-Jahren nach Firmenverkauf aufgegeben. Die Firmengebäude wurden niedergelegt und das ehemalige Firmengelände mit einer großen Wohnanlage neu bebaut. Eine neu gegründete Plaubel GmbH in Bergen-Enkheim bietet bei der Ersatzteilbeschaffung und Reparaturen ehemaliger Plaubel-Produkte ihre Unterstützung an.

#### Gräfstraße 70

##### UniversitätsbauPhilosophicum

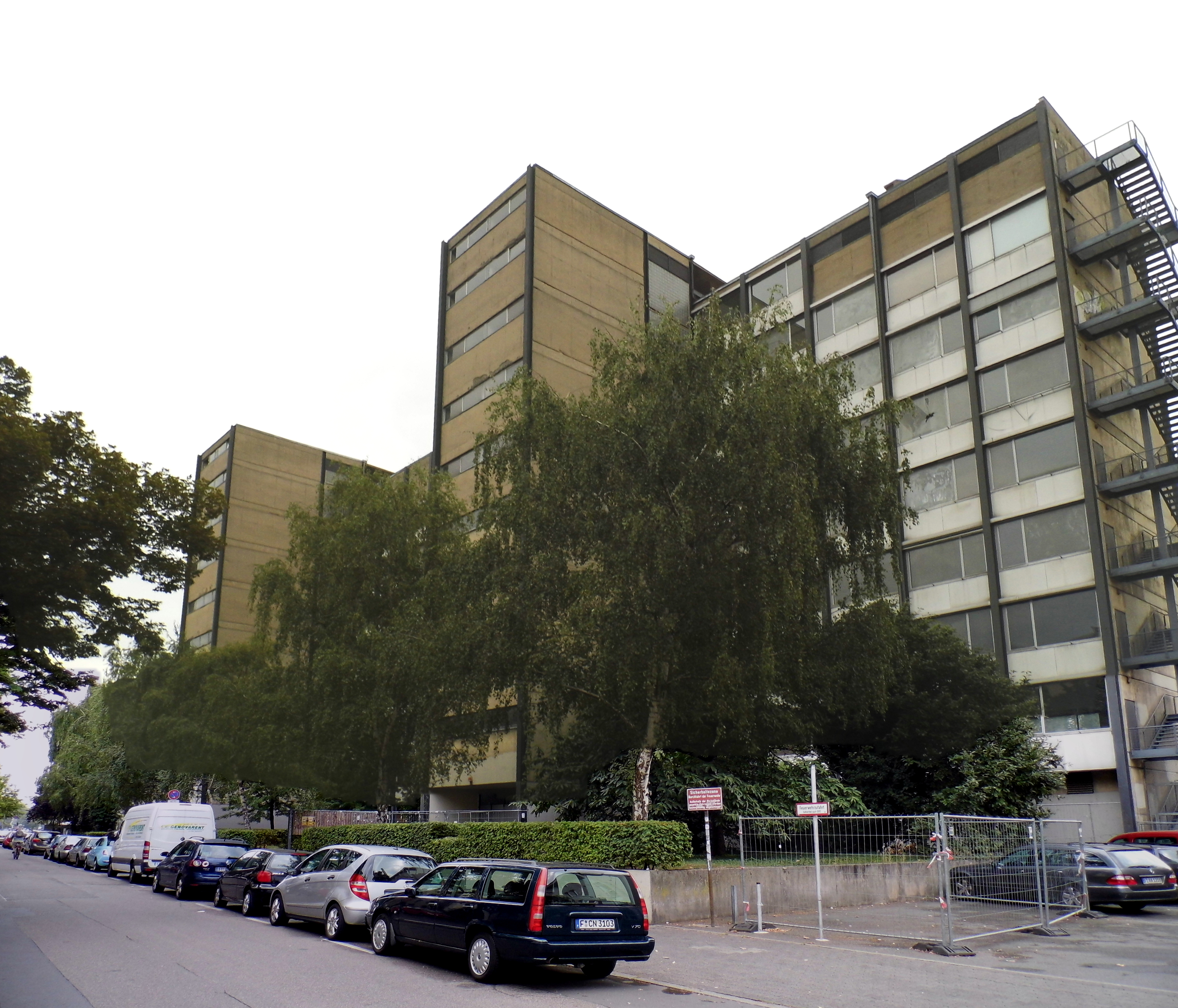
Philosophicum vor dem Umbau (2012)
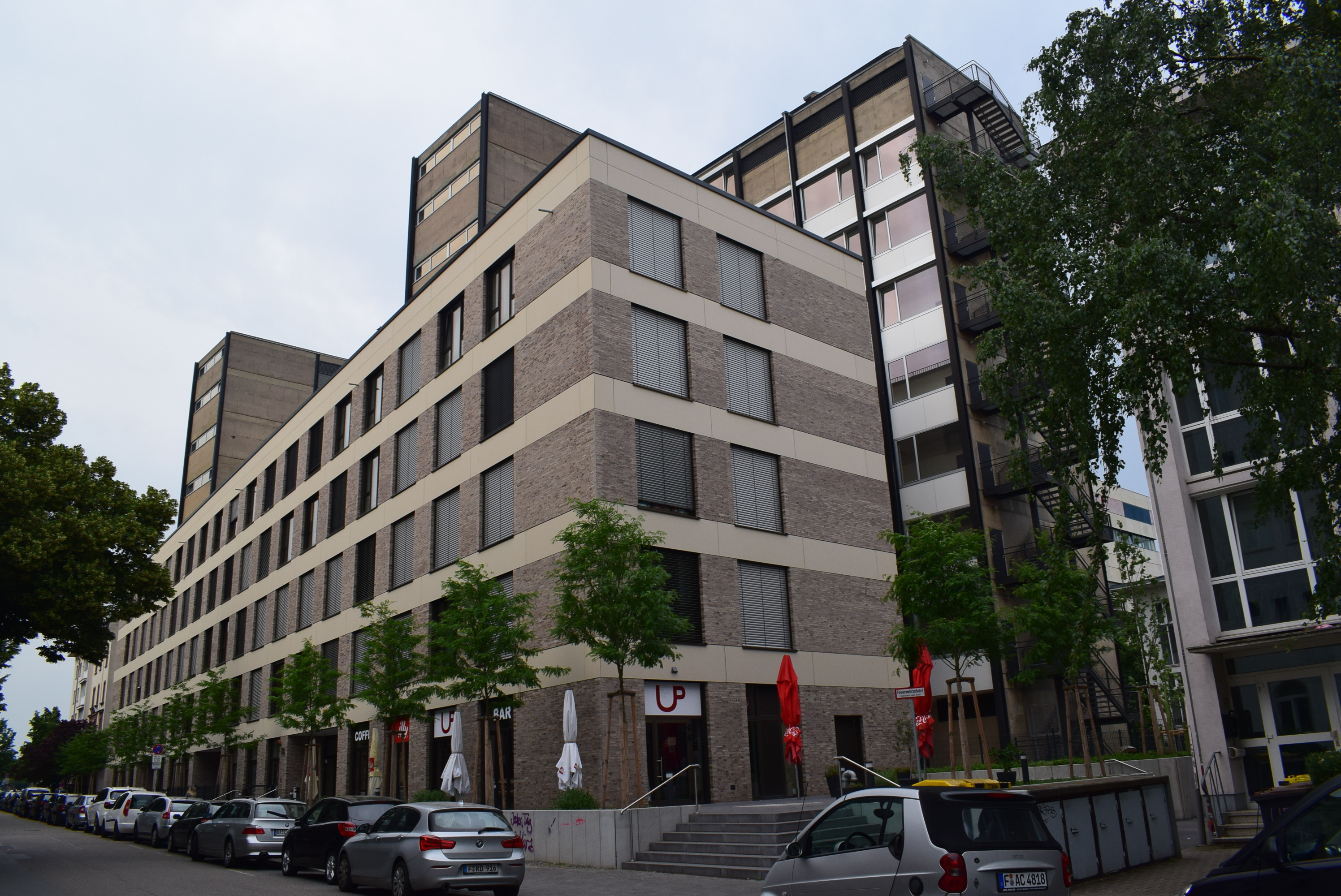
Immobilie nach dem Umbau (2018)

Nichts beschreibt Mythos und Wirklichkeit eindrucksvoller als die nachstehende Beschreibung von Enrico Santifaller, Frankfurt, in der „Bauwelt Ausgabe 2017 – Philosophicum in Frankfurt am Main“. dieses neungeschossige, nur elf Meter tiefe Hauses in Frankfurt-Bockenheim, ehemals Sitz der philosophischen Fakultät der Frankfurter Goethe-Universität und für diese zwischen 1958 und 1960 im Stil des Funktionalismus von Ferdinand Kramer erbaut, blickt heute auf eine bewegte Geschichte zurück und gehört zu den meistdiskutierten Bauwerken in Frankfurt am Main und gilt als das umstrittenste unter allen umstrittenen Gebäuden vom Architekten Ferdinand Kramers (1898–1965) auf dem ehemaligen Universitätscampus im Frankfurter Stadtteil Bockenheim. Alexander Kluge, Filmemacher und einst Rechtsreferendar des Frankfurter Instituts für Sozialforschung, zählt die Kramer-Bauten zu den „glänzendsten Leistungen“ bundesdeutscher Nachkriegsarchitektur und erkennt „eine zarte Form“ – den eher konservativen Schriftsteller Martin Mosebach dagegen weht aus dem Philosophicum der „pure Nihilismus“ an. Studenten, die dort Seminare besuchten, berichten von unerträglicher Hitze im Sommer und Kälte im Winter – das Resultat einer Bauweise, die Kosten, Material und Zeit minimierte (das Stahlskelett war in drei Wochen montiert), aber auch einer offensichtlich bewussten Vernachlässigung seitens des Universitätsbauamts. Die damals höchst innovativen Heiz- und Kühldecken wurden, nachdem sie einmal nicht funktionierten, nie wieder repariert. Kramers subtiles Farbkonzept, das für Türen unterschiedlicher Funktion je einen anderen Farbton vorsah, wurde bei einer Sanierung zerstört (und alle Türen in braun gestrichen; einer Farbe, die Kramer hasste). Und so nimmt es kein Wunder, dass sich das neungeschossige, nur elf Meter tiefe Haus sofort leerte, als die Geisteswissenschaften 2001, nach nur 35 Jahren nach Einzug, sukzessive auf den neuen Campus Westend zogen. Nach wenigen Jahren Leerstand verkam das Philosophicum zur Ruine, der Abbruch wurde diskutiert. Die städtische Wohnungsbaugesellschaft ABG, der das Land Hessen den alten Campus für gerüchteweise 110 Millionen Euro verkaufte, um das Areal zu einem „Kulturcampus“ umzuwandeln, befeuerte die Abbruchdiskussion mit einem Gutachten. Ende 2014 wurde das Gebäude an den privaten Investor Rudolf Muhr veräußert, der hierzulande in mehreren Städten „Studentenwohnheime“ betreibt, wobei man diese Anlagen aufgrund der sehr hohen Mieten wohl besser als „Mikroapartments“ bezeichnet. – doch es formierte sich zunächst eine Gegenbewegung. Man gründete das „Wohnprojekt Philosophicum“, wollte das Gebäude sanieren und darin „innovative Wohn- und Lebensformen und soziale Nutzungen“ ermöglichen. Ende 2014 wurde das Gebäude dann doch an den privaten Investor Rudolf Muhr veräußert, der hierzulande in mehreren Städten „Studentenwohnheime“ betreibt, wobei man diese Anlagen aufgrund der sehr hohen Mieten wohl besser als „Mikroapartments“ bezeichnet. Stadtplanung und Denkmalbehörde gestanden dann Muhr als „Kompensation für den denkmalpflegerischen Mehraufwand“ einen Anbau von etwa 3800 Quadratmeter BGF zu. Muhr, der nach eigenen Angaben 28 Millionen Euro in das Pro-jekt investierte, beauftragte das Büro von Stefan Forster, mit dem er bereits ein verhalten expressionistisches Klinkergebäude mit 332 Mikroappartments an der Frankfurter Adickesallee realisiert hatte. Stefan Forster, erklärter Gegner von Kramers Städtebau, besuchte mehrmals Kramers Witwe Lore und erarbeitete gemeinsam mit den Denkmalschutzämtern ein Konzept mit dem Ziel, trotz der Umnutzung möglichst viel des Originals zu erhalten. Das Gebäude sei, so Forster, Teil des kollektiven Gedächtnisses, seine Erhaltung geschehe aus der Verantwortung gegenüber der Stadt und deren Geschichte. Und: Kramers flexible Konstruktion kam dem Umbau zu Hilfe. Die außenliegenden Stahlstützen, die fehlenden tragenden Mauern und Stützen im Inneren, betonte Kramer in seiner Eröffnungsrede seien „keine Marotte des Architekten“, sondern der „größtmöglichen Freiheit in der räumlichen Aufteilung“ geschuldet. So passte denn die neue Struktur mit 174 Mikroapartments im Altbau und 64 im Neubau in das Raster des Bestands. Nicht einmal die Fassade musste geändert werden – im Gegensatz zu Dreysses Gegenentwurf, der Loggien und Balkone vorsah. Lediglich die Flure, die Kramer für 1100 Personen plante, wurden ein wenig verschmälert.
Ursprünglich wollte man auch die Fassade erhalten, gerade an der Ostseite, die dem ehemaligen Unicampus zugewandt ist. Die Untersuchungen des Büros Bollinger + Grohmann machten diese Hoffnung zunichte. Die Originalpaneele waren gerade einmal 5,5 Zentimeter dick – und damit ungenügend für heutige Anforderungen an Wärme- und Feuchteschutz. Etwa ein Viertel der Fenster war blind. Zwar hatte Kramer Isolierfenster mit verlöteten Rahmen verwendet, doch diese Rahmen wurden undicht. Darüber hinaus waren die Profile zu schmal und verformten sich unter dem Gewicht der Glasscheiben. Schließlich entschloss man sich, die Fassade komplett zu erneuern. Aus der Stahlskelett-Konstruktion mit vorgehängter Curtain-Wall wurde eine Stahlrahmenkonstruktion mit eingesetzten, nicht-tragenden Leichtmetallpaneelen, die nun hochgedämmt und 18 cm dick sind. Um die hohen Windkräfte aufzunehmen, verstärkte man die Fassade von innen mit C-Profilen. Die Fenster sitzen in thermisch getrennten Aluprofilen, wobei diese auf der gesamten Fensterlänge nur einen Zentimeter breiter als die Originalprofile sind. Da auch die Fensterteilung und das zurückgesetzte Erdgeschoss übernommen wurden, konnte das Bild der Ostfassade bis auf kleine Details erhalten werden. Das Gleiche gilt für die Giebelseiten in bräunlichem Sichtbeton, die mit Mineraldämmstoffplatten innenseitig gedämmt wurden.
Im Inneren des Gebäudes mussten Planer und Denkmalschützer häufiger über ihre Schatten springen, wobei der Verlust an Originalsubstanz durch Eigenmächtigkeiten seitens des Bauherrn noch erhöht wurde. Man sei des Öfteren „vor vollendete Tatsachen gestellt worden“, klagen Projektbeteiligte. So einigte man sich im ersten Obergeschoss darauf, einen „Denkmalflur“ einzurichten. Dort sind ein Fenster und so-gar eine Glastür mit charmant geschwungenen Metallgriffen im Original erhalten. An diesem Beispiel lässt sich der konstruktive Aufwand schildern, der für die Erhaltung solcher Details notwendig war: Weil das Treppenhaus aus Brandschutzgründen mit einer T30-RS-Tür vom Flur abgetrennt sein muss (schließlich befindet man sich in einem Hochhaus), wurde der Brandabschnitt in den Flur verlegt und dort mit zwei T30-RS-Glastüren gesichert. Die beiden außenliegenden Treppenhäuser wurden erhalten, selbst die schwarzen Setzstufen mit handgemalten weißen Marmorierungen sind nach wie vor zu sehen.
Mit dem neu gebauten fünfgeschossigen Riegel im Westen, der im Erdgeschoss über eine Halle und in den Obergeschossen über die Treppenhäuser mit dem Altbau verbunden ist, hat Forster nach eigenem Duktus den Städtebau Kramers „korrigiert“. Dieser hatte, dem Erschließungskonzept von 1914 folgend, das Philosophicum zum Campus orientiert und schräg zur Gräfstraße angeordnet, der es nur die weit weniger ansehnliche Rückseite zeigte. Der trapezförmige Neubau liegt parallel zur Gräfstraße und nimmt die Höhe des Blockrandes auf, wird aber vom Altbau deutlich überragt, der dadurch sichtbar bleibt. Die Grundrissstruktur beider Gebäude ist identisch, jedoch gespiegelt: Die Appartements liegen jeweils an den Außenfassaden, die Flure zum schmalen Innenhof. Wie beim gescheiterten „Wohnprojekt Philosophicum“ gibt es im Erdgeschoss ein Kita, eine Café und Gemeinschaftsräume – diese allerdings nur für Hausbewohner. Selbst die angedachte Dachterrasse auf dem Neubau wurde realisiert, zudem trägt dieser eine Fassade aus Klinkern – ein Material, das auch Kramer bei Unibauten verwendete. Wie schon Kramers Philosophicum, so ist auch der Umbau und die Ergänzung insgesamt ein Pionierbau – diesmal in städtebaulicher Hinsicht. Es ist der erste Versuch, ein bedeutendes Baudenkmal des Campus‘ und dessen ebenso karge wie grazile Ästhetik zu erhalten und gleichzeitig auf die kommende städtebauliche Neuordnung zu reagieren: ein höchst interessantes, bislang aber noch isoliertes Experiment, die „Insel der Moderne“ des Kramer’schen Universitätsareals in einen städtischen Zusammenhang einzubinden. Abschließend lässt sich dieses Experiment wohl erst dann beurteilen, wenn weitere Bestandteile des bislang konzeptionell recht diffusen Kulturcampus‘ fertiggestellt werden.

### Hamburger Allee

#### Hamburger Allee 26–28

##### Bürokomplex Carl-Bosch-Haus

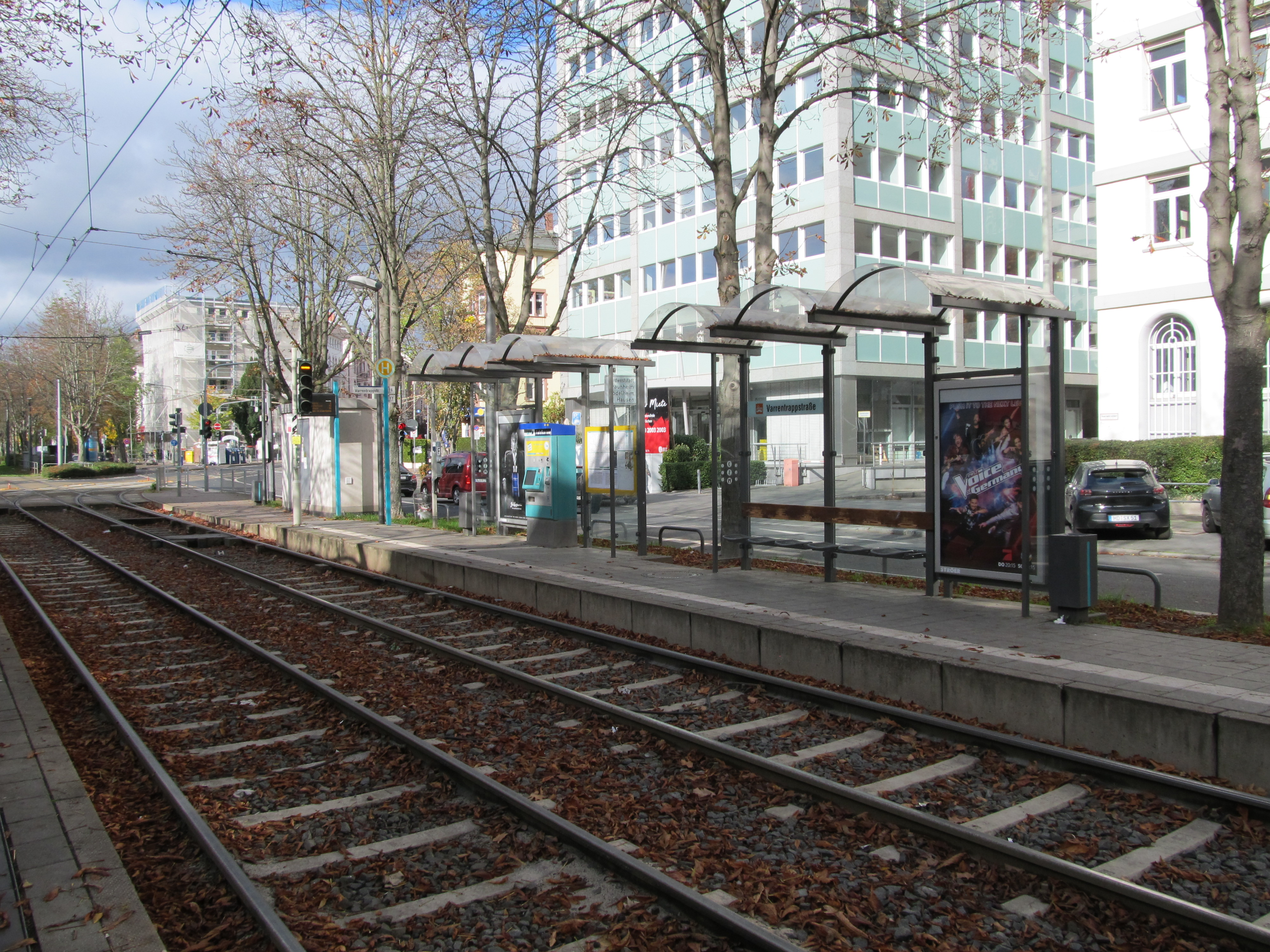
Teilblick auf das ehem. Carl-Bosch-Haus, Hamburger Allee 26–28
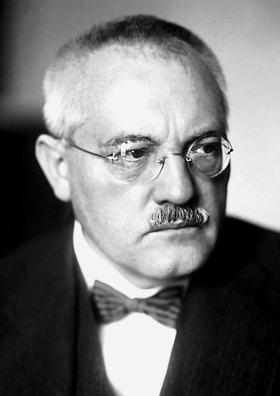
Carl Bosch 1874–1940
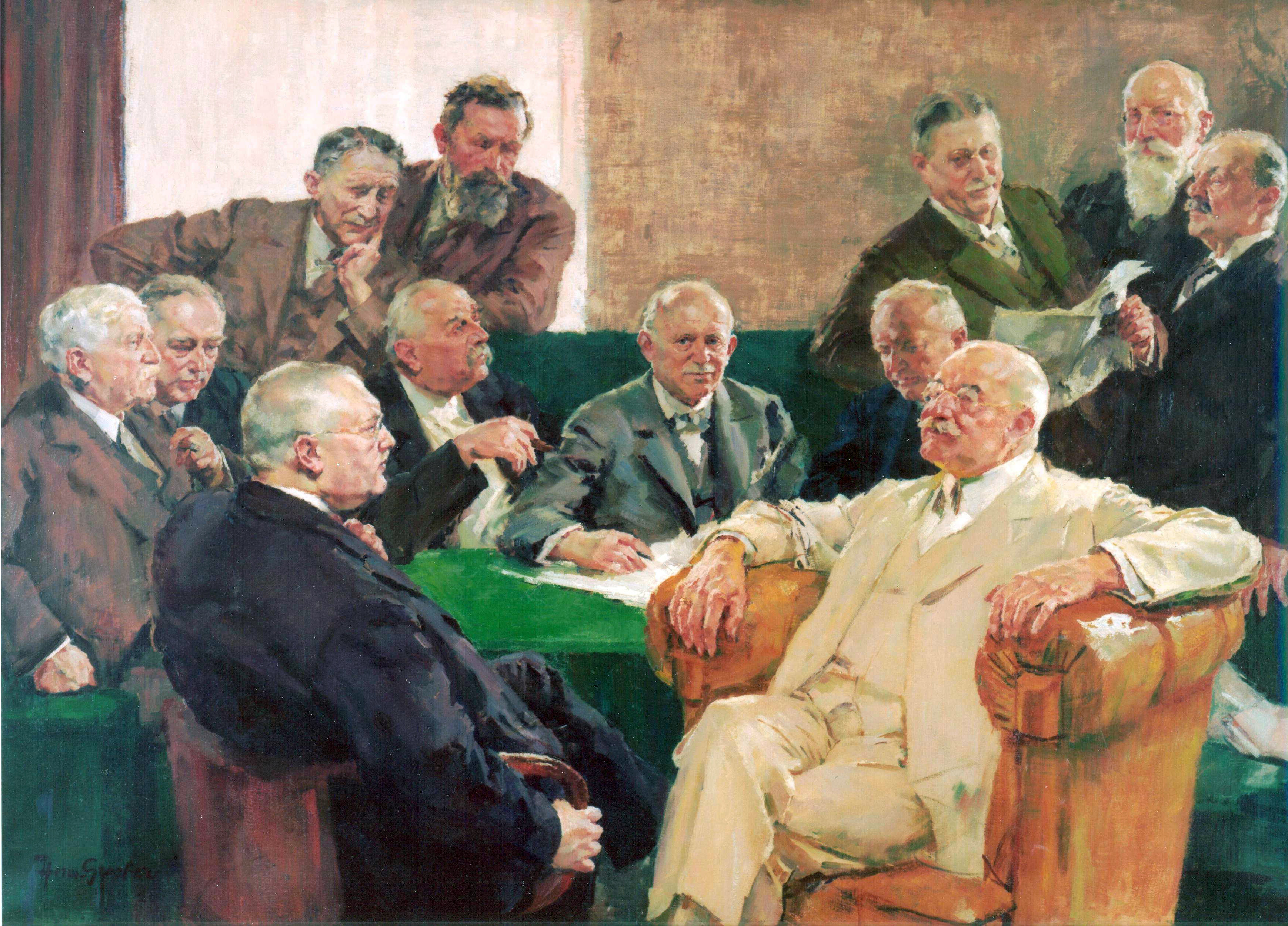
Der Rat der Götter – AR der IG Farben AG

Dieses Gebäude gehört zum Westend, wird aber hier wegen seiner Nähe zum Campus Bockenheim mit aufgeführt.
Die GDCh (Gesellschaft Deutscher Chemiker) wurde 1949 in Frankfurt am Main in der Tradition der Deutschen Chemischen Gesellschaft zu Berlin (DChG, gegründet 1867) und des Vereins Deutscher Chemiker aus Vorläufervereinigungen der Besatzungszonen gegründet. Da die deutsche chemische Industrie durch die Rolle der I.G. Farben in der Zeit des Nationalsozialismus erheblich kompromittiert worden war, wurde die DChG unter diesem Namen nicht fortgeführt. Die 1949 in der Westzone gegründete Gesellschaft Deutscher Chemiker (GDCh) versteht sich als Nachfolgeorganisation der DChG und des Vereins Deutscher Chemiker (VDCh).
Entlang der Hamburger Allee 26–28 und der Varrentrappenstraße 40–42 ließ die GDCh (Gesellschaft Deutscher Chemiker) in der Nachkriegszeit einen Gebäudekomplex errichten dessen 12-stöckiges Hochhaus, das die Bauherren nach dem deutschen Nobelpreisträger, Chemiker, Techniker und Industriellem Carl Bosch (1874–1940) benannten. Was Robert Bosch für die deutsche Elektroindustrie bedeutete, war sein Verwandter Carl Bosch für die deutsche chemische Industrie. 2006 wurde das Carl Bosch-Haus Frankfurt an Investoren verkauft. 2013 wurde das ehemalige „Carl-Bosch-Haus“, nunmehr „Bürohaus Solitair“ genannt, von dem luxemburgischen Fonds „Realkapital European Opportunity“ (REO) an die „Quartier Westend GmbH“ weiterverkauft, die die Umwandlung in eine Wohnimmobilie mit Wohnungsgrößen von 30–70 Quadratmetern.plante. Der Verkäufer Realkapital Partners war und ist ein norwegischer Fondsinitiator, der aktuell für skandinavische Investoren ein pan-europäisches Immobilienportfolio aus 80.000 Quadratmetern Büro-, Einzelhandels-, Logistik- und Wohnflächen sowie zusätzlich 150.000 Quadratmetern Entwicklungsgrundstücken verwaltet.

### Jügelstraße

#### Jügelstraße 1

##### Studierendenhaus
Siehe dort

### Mertonstraße

#### Mertonstraße 17–25

##### Jügelhaus

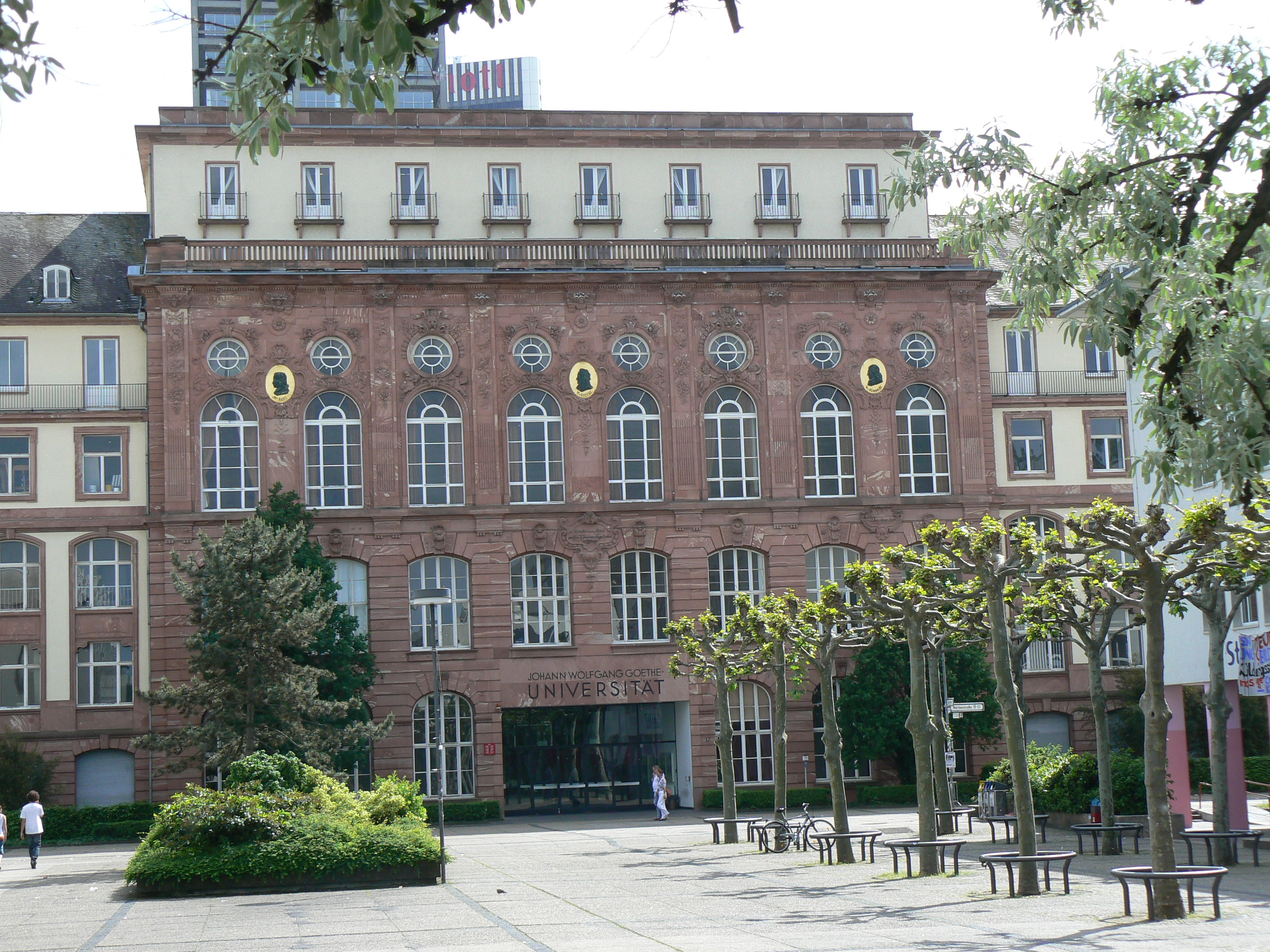
Haupteingang Jügelhaus (2009)

Das Jügelhaus ist ein neobarockes Gebäude auf dem Campus Bockenheim in Frankfurt am Main wurde für die Akademie für Sozial- und Handelswissenschaften 1906 vom Architekten Ludwig Neher errichtet. Nach der Universitätsgründung 1914 wurde es bis 2012 als Hauptgebäude der Goethe-Universität Frankfurt bezeichnet. Nach Zerstörungen im Zweiten Weltkrieg wurde es von Ferdinand Kramer umgebaut. Heute befindet es sich als Forschungsgebäude im Besitz der Senckenberg Gesellschaft für Naturforschung und wurde von 2014 bis 2018 saniert.

#### Mertonstraße 28

##### Studierendenhaus

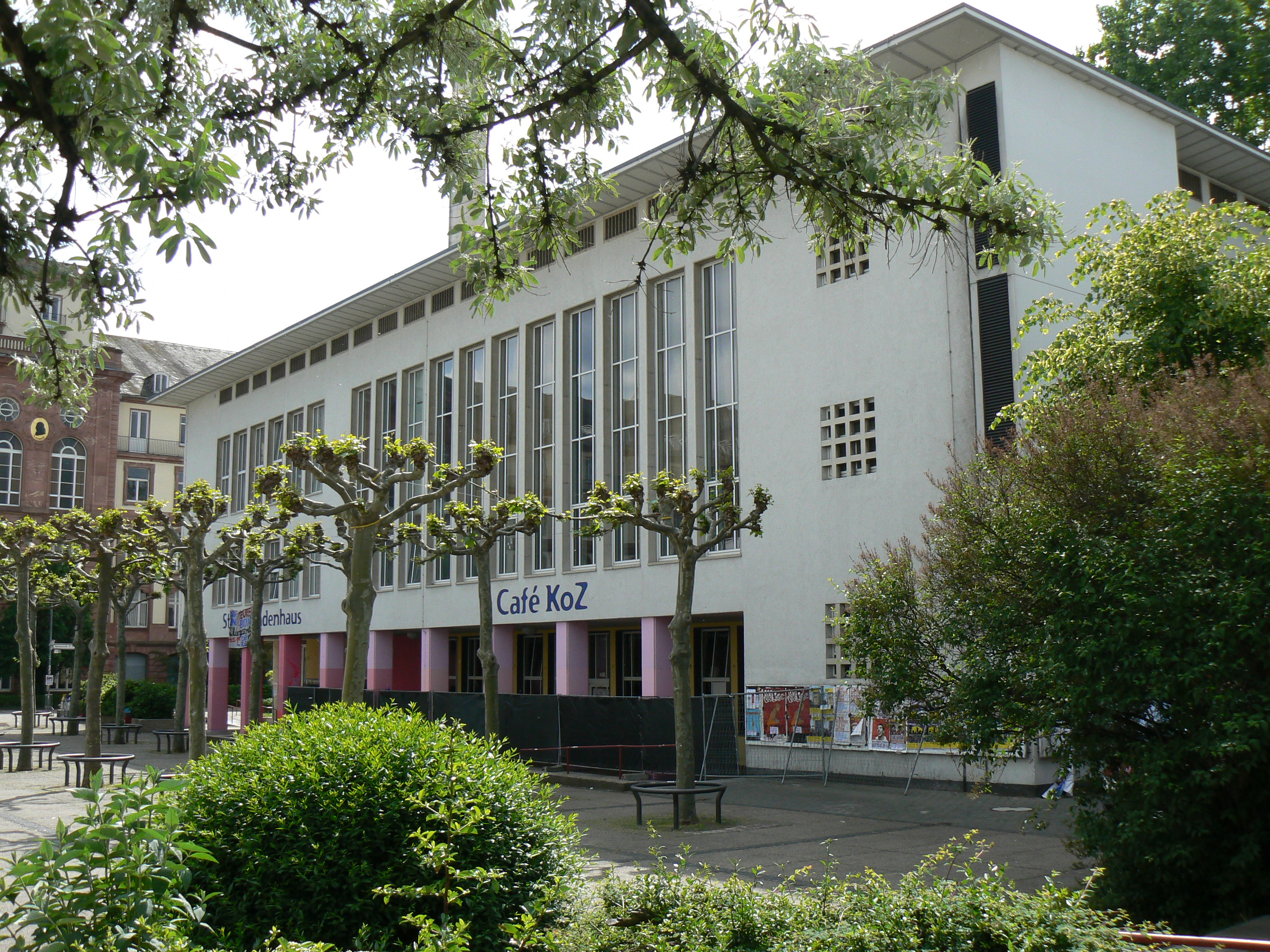
Campus Bockenheim Studentenhaus (2009)

Zwischen dem Jügelhaus, dem Juridicum und dem Sozialzentrum liegt das Studierendenhaus. Es wurde 1953 gebaut und wird seitdem von der verfassten Studierendenschaft verwaltet. Das Haus beherbergt die Räumlichkeiten des AStA der Goethe-Uni, das Café KoZ (kurz für „Kommunikationszentrum“), eine Kindertagesstätte sowie einen etwa 400 m² großen Festsaal, in dem regelmäßig Filmvorführungen des Pupille-Kinos und verschiedene kulturelle Veranstaltungen stattfinden. Im Hintereingang geht es zu Wohnungen für Studenten. Das Gebäude wurde um 1995 renoviert.
Der AStA ist das ausführende Organ der z. B. 2021 ca. 45.000 Frankfurter Studierendenschaft und wurde z. B. 2021 mit 4.275 Stimmen ins Studierendenparlament mit 25 Mandaten mit 9 Wahllisten gewählt und kontrolliert. Das Studierendenparlament, kurz „StuPa“, wiederum wird jedes Jahr von allen Studierenden mit sehr schwacher Wahlbeteiligung gewählt, so 2021 mit ca. 10,5 % Wahlbeteiligung.

#### Mertonstraße 30, Ecke Gräfstraße

##### Europäische Akademie der Arbeit in der Universität Frankfurt

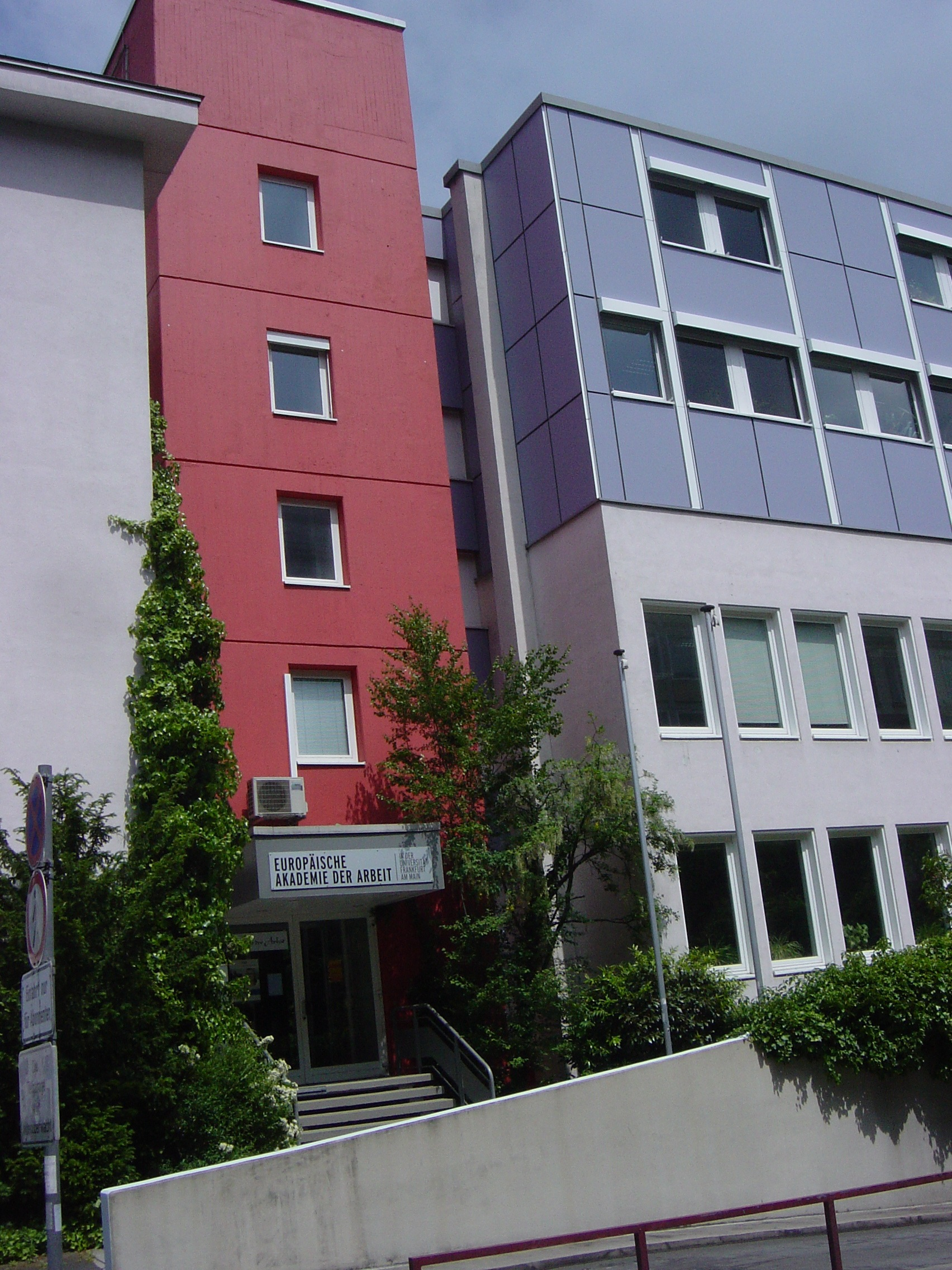
Ehemaliges Gebäude der Akademie der Arbeit (2013)
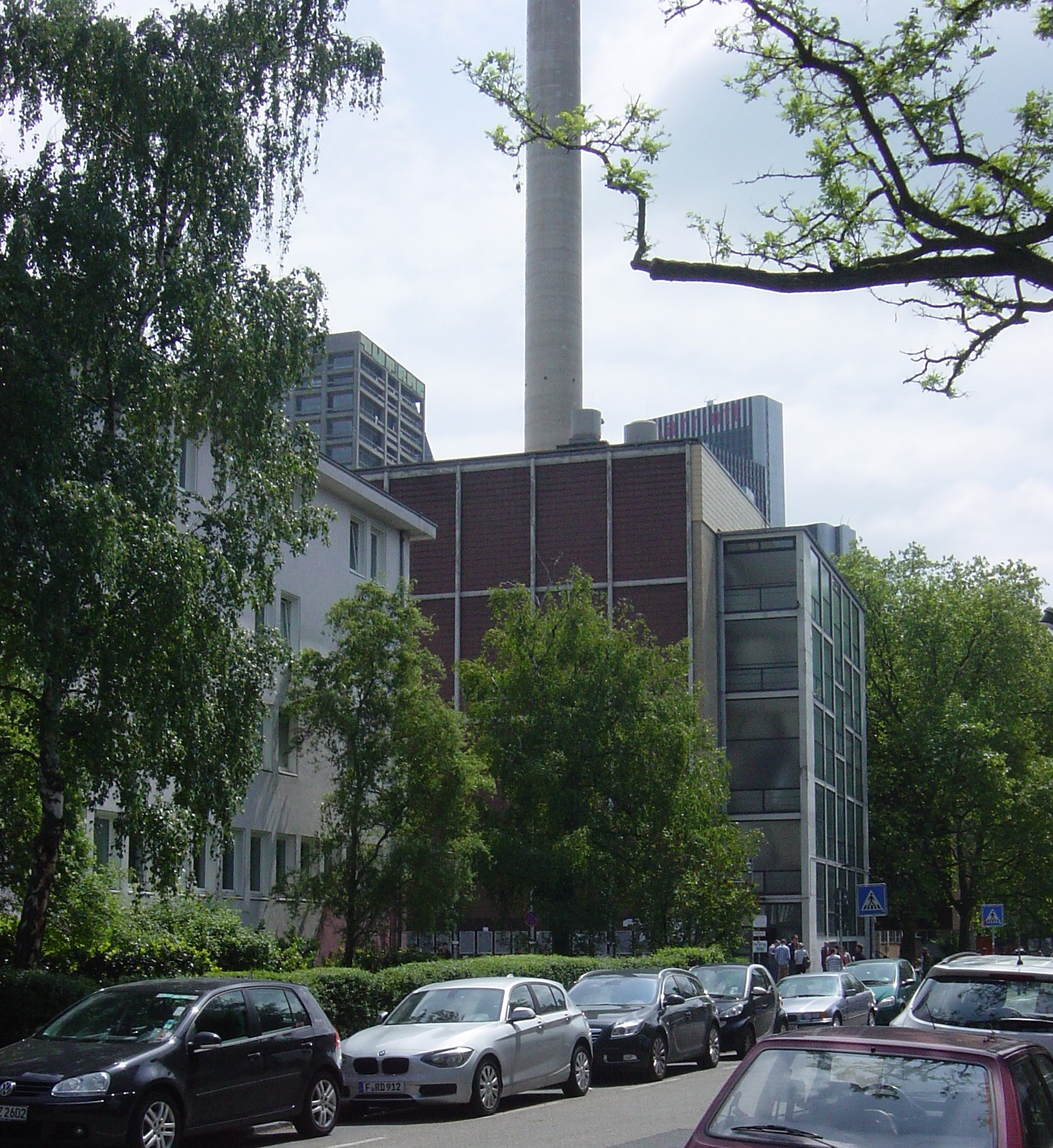
Vormalige EAdA Europäische Akademie der Arbeit

Die vormalige „Akademie der Arbeit“, oder „Gewerkschafts-Uni“, Mertonstraße 30, Ecke Gräfstraße. Der Gründungsvertrag der Akademie der Arbeit in der Universität Frankfurt am Main wurde am 3. März 1921 offiziell unterzeichnet. Im ehemaligen Gebäude der Akademie der Arbeit wurde an dieser sogenannten „Gewerkschafts-Uni“ Menschen nach ihrer betrieblichen Ausbildung ein Universitäts-Studium mit Schwerpunkten in Sozialpolitik, Wirtschaft und Arbeitsrecht ermöglicht. Dadurch sollte die demokratische Mitwirkung der Beschäftigten in Staat, Gesellschaft und Unternehmen gefördert werden. Nach dem Ende des Zweiten Weltkriegs nahm sie unter dem Leiter Franz Josef Furtwängler 1947 den Lehrbetrieb wieder auf und wurde 1951 vom Land Hessen und vom DGB als Stiftung neu konstituiert und im Juni 1951 vom Hessischen Minister des Innern als Stiftung genehmigt. Bereits kurz nach der Wiedergründung konnten für die Akademie erneut bedeutende Professoren aus der universitären Lehre, wie zum Beispiel der Jurist und spätere Erste Vorsitzende der EWG-Kommission, Walter Hallstein (1901–1982), und der Sozialphilosoph Max Horkheimer (1895–1973), gewonnen werden. Friedrich Stampfer war von 1948 bis 1955 Dozent. Nach seiner Emeritierung und Übersiedlung nach Frankfurt 1972 lehrte Wolfgang Abendroth an der Akademie der Arbeit. Die dann zur Europäischen Akademie der Arbeit weiterentwickelte Institution, zog 2019 auf den ehemaligen IG-Farben-Campus ins Westend, Eschersheimer Landstraße 155–157 in einen fünfstöckigen Neubau mit 4.000 m² für ca. 800 Studierenden, finanziert durch die deutschen Gewerkschaften, um. Seitdem steht die Altimmobilie auf dem Campus Bockenheim leer.
Derzeit können sich Wohngruppen und andere Initiativen mit einem finanzierbaren Konzept um den Einzug in die ehemalige Immobilie bewerben. So hat sich bis zur endgültigen Entscheidung die Gruppe „ada Kantine“ zur Nutzung der ehemaligen, zurzeit nicht mehr genutzten Kantine der Akademie entschlossen, die geduldet hier eine kostenfreie „Sozialküche“ betreibt. Die Nachhaltigkeit dieser Nutzung basiert auf freiwillige und kostenfreie Bereitschaften, deren Zukunftsfähigkeit aber ungewiss ist.
Die Europäische Akademie der Arbeit in der Universität Frankfurt (bis 2009 Akademie der Arbeit in der Universität Frankfurt (AdA)) ist eine Stiftung Privaten Rechts des Deutschen Gewerkschaftsbundes, des Landes Hessen und der Stadt Frankfurt am Main. Es handelt sich um eine Institution der Lehre und Forschung. Ihr Zweck ist die Ausbildung von Arbeitnehmern für Tätigkeiten in Wirtschaft und im öffentlichen Leben. Die Akademie kooperiert mit der Goethe-Universität sowie mit der Frankfurt University of Applied Sciences.

### Robert-Mayer-Straße

#### Robert-Mayer-Straße 1–3

##### FLat

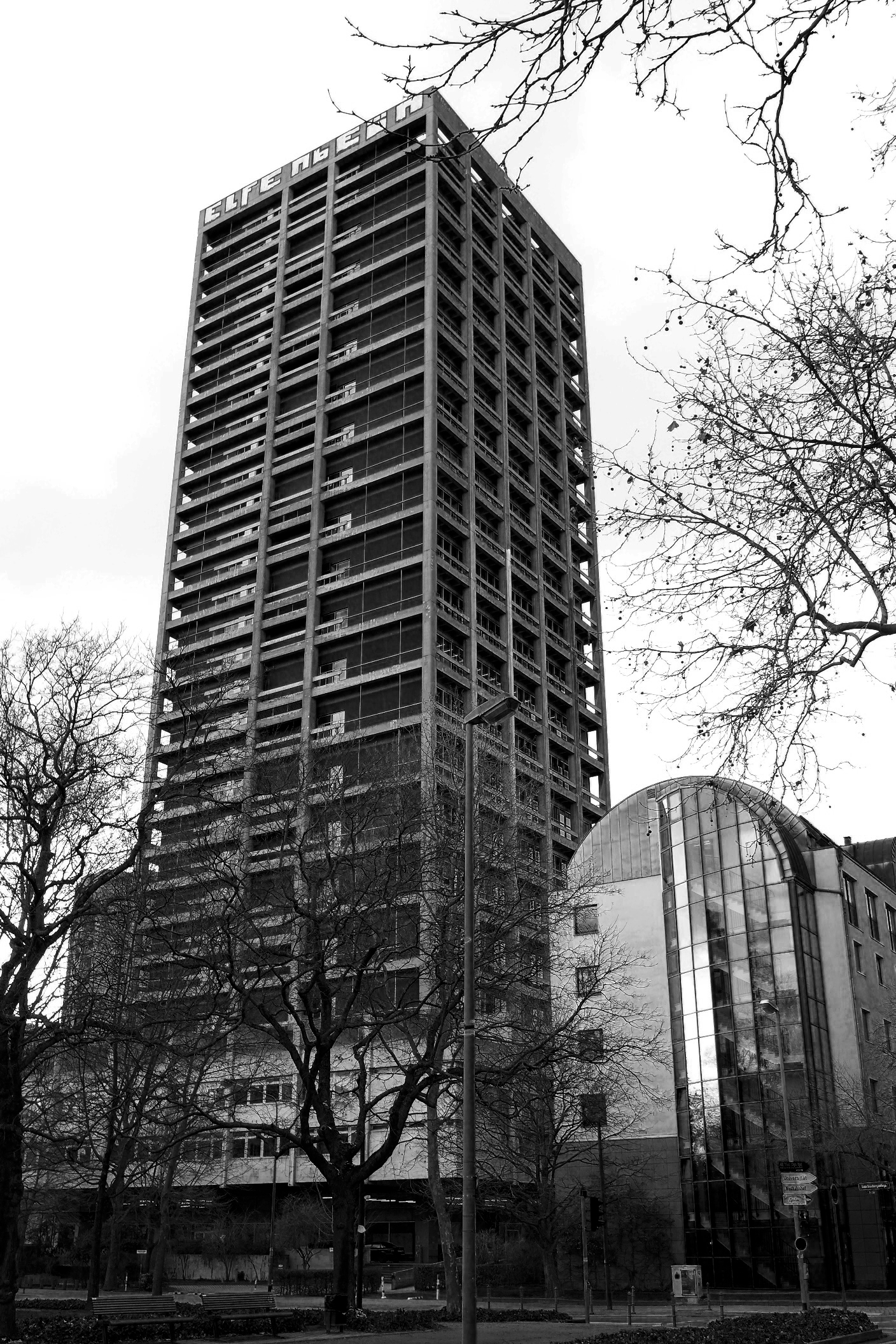
Flat-Gebäude rechts im Bild (2013)
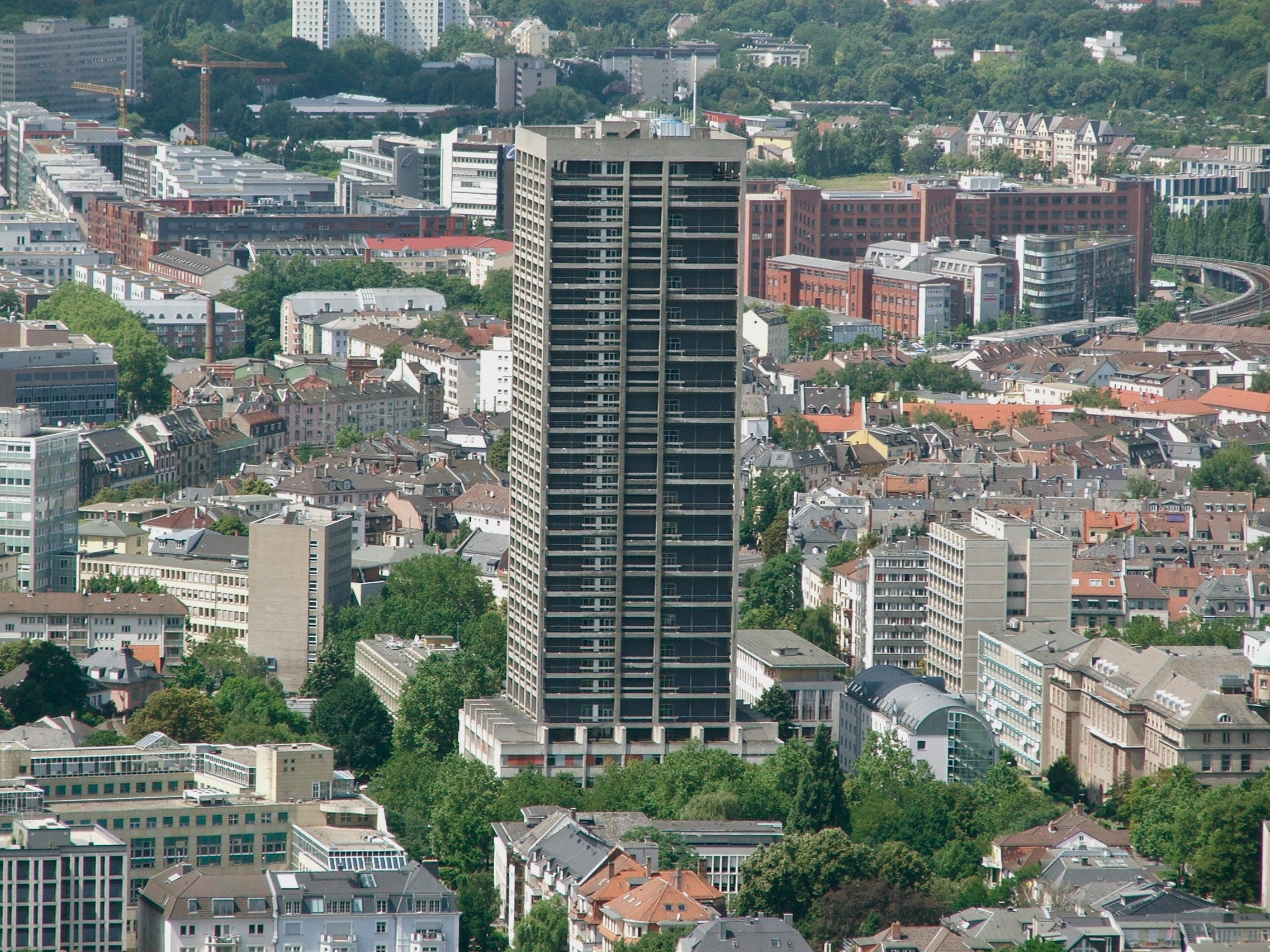
Flat rechts vorne (2009)

Ein Gebäude, das zugleich mit dem AfE-Turm abgerissen wurde. Es war für Zusatzräume des AfE-Gebäudes angedacht, wurde jedoch auch von anderen Fachbereichen benutzt. Angeblich als „Gegengewicht“ des AfE-Turms für die abgerissene RMS 9 (Chemie).

#### Robert-Mayer-Straße 2–4

##### Sternwarte/Physik

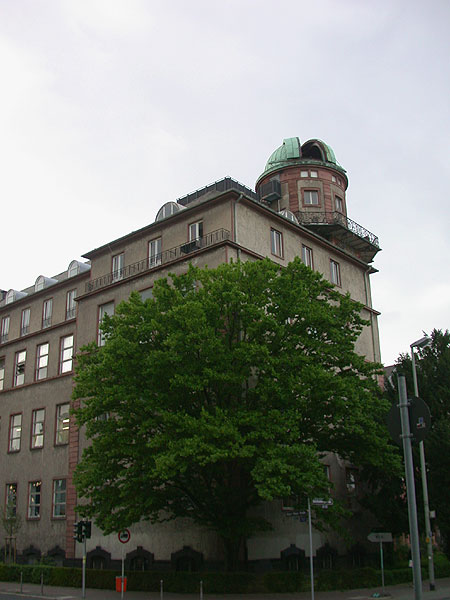
Sternwarte (2004)
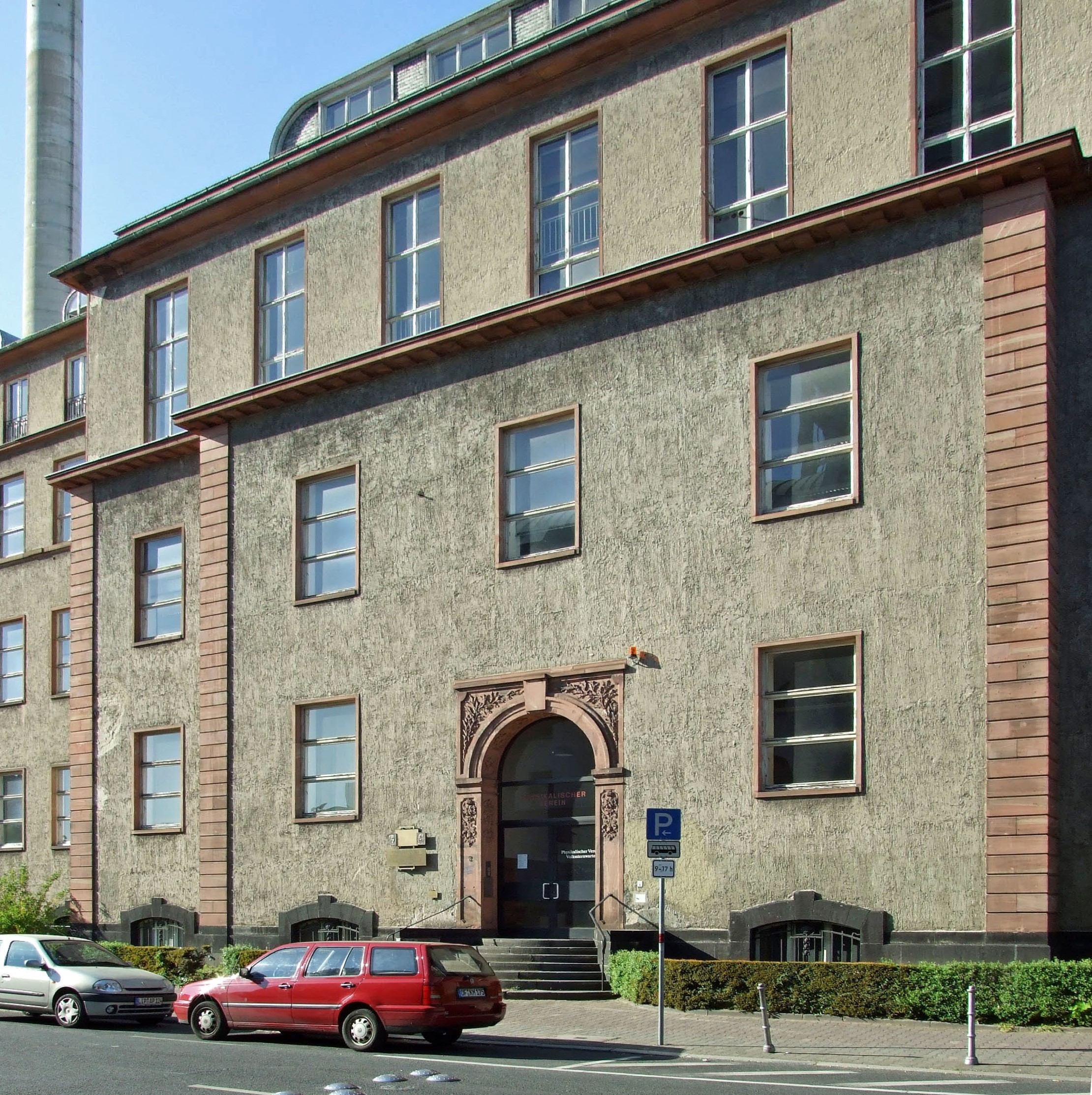
Ehemaliges Uni-Gebäude, jetzt Physikalischer Verein (2007)
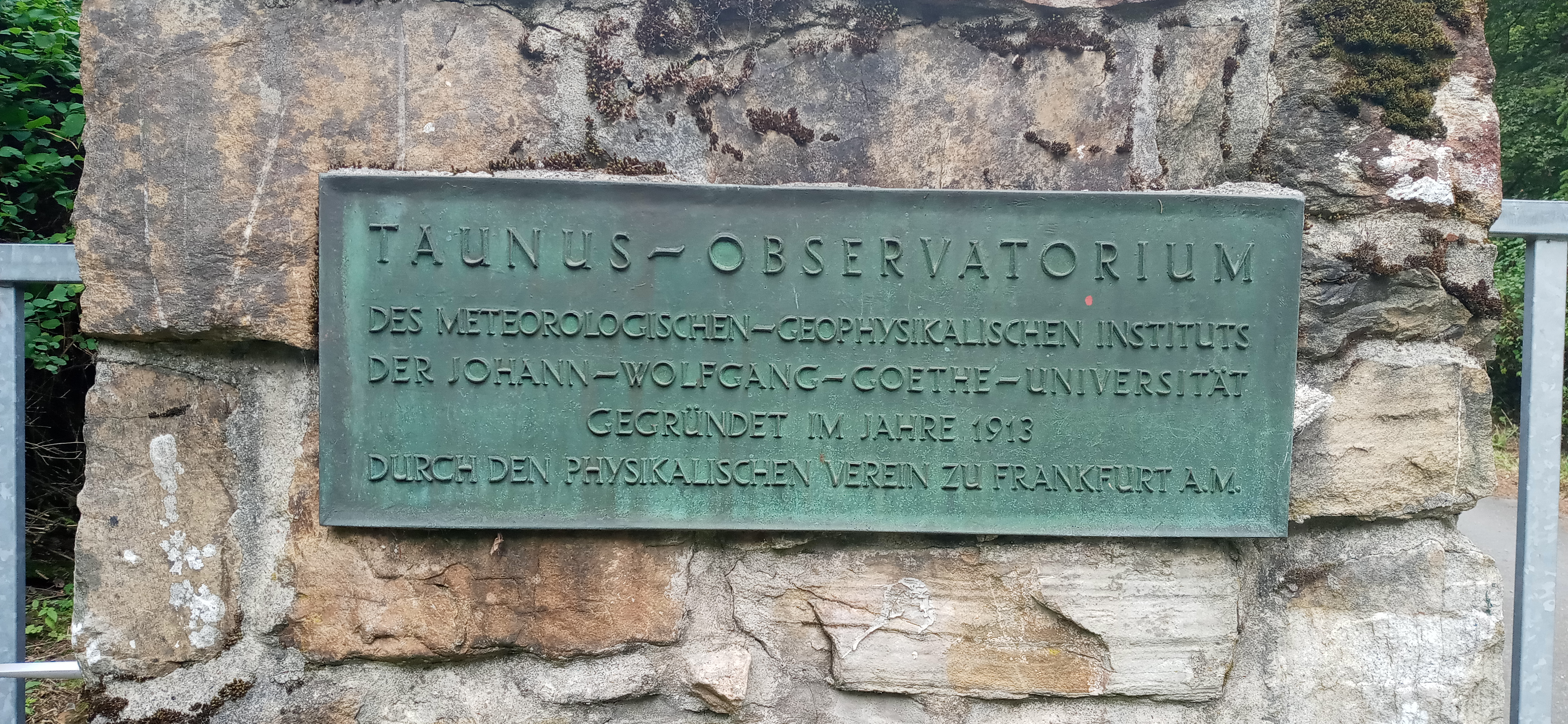
Schild Taunus-Observatorium (2020)

Der Physikalische Verein gehörte 1914 zu den Stiftern der Johann-Wolfgang-Goethe-Universität Frankfurt am Main und brachte seine naturwissenschaftlichen Institute und Gebäude ein. Die wissenschaftliche Breitenbildung war von Anfang an Ziel und Schwerpunkt der Tätigkeiten.
Bis 2005 war im Gebäude des Vereins der Fachbereich Physik der Universität untergebracht. Seit 2010 ist es im Besitz der Senckenberg Gesellschaft für Naturforschung. Zwischen Dezember 2013 und Juni 2017 wurde es renoviert und heißt seitdem Arthur-von-Weinberg-Haus. Seit 2017 steht es dem Verein wieder zur Verfügung, die Sternwarte wurde 2021 wieder eröffnet.
Zum wissenschaftlichen Angebot gehören Vorträge, Seminare und astronomische Beobachtungen. Der Verein veranstaltet darüber hinaus die größten Science-Slams Deutschlands und betreibt die Hans-Ludwig-Neumann-Sternwarte auf dem Kleinen Feldberg.

#### Robert-Mayer-Straße 5–7

##### AfE-Turm
Siehe Senckenberganlage 15–17!

#### Robert-Mayer-Straße 6–8

##### Physik/Mathematik

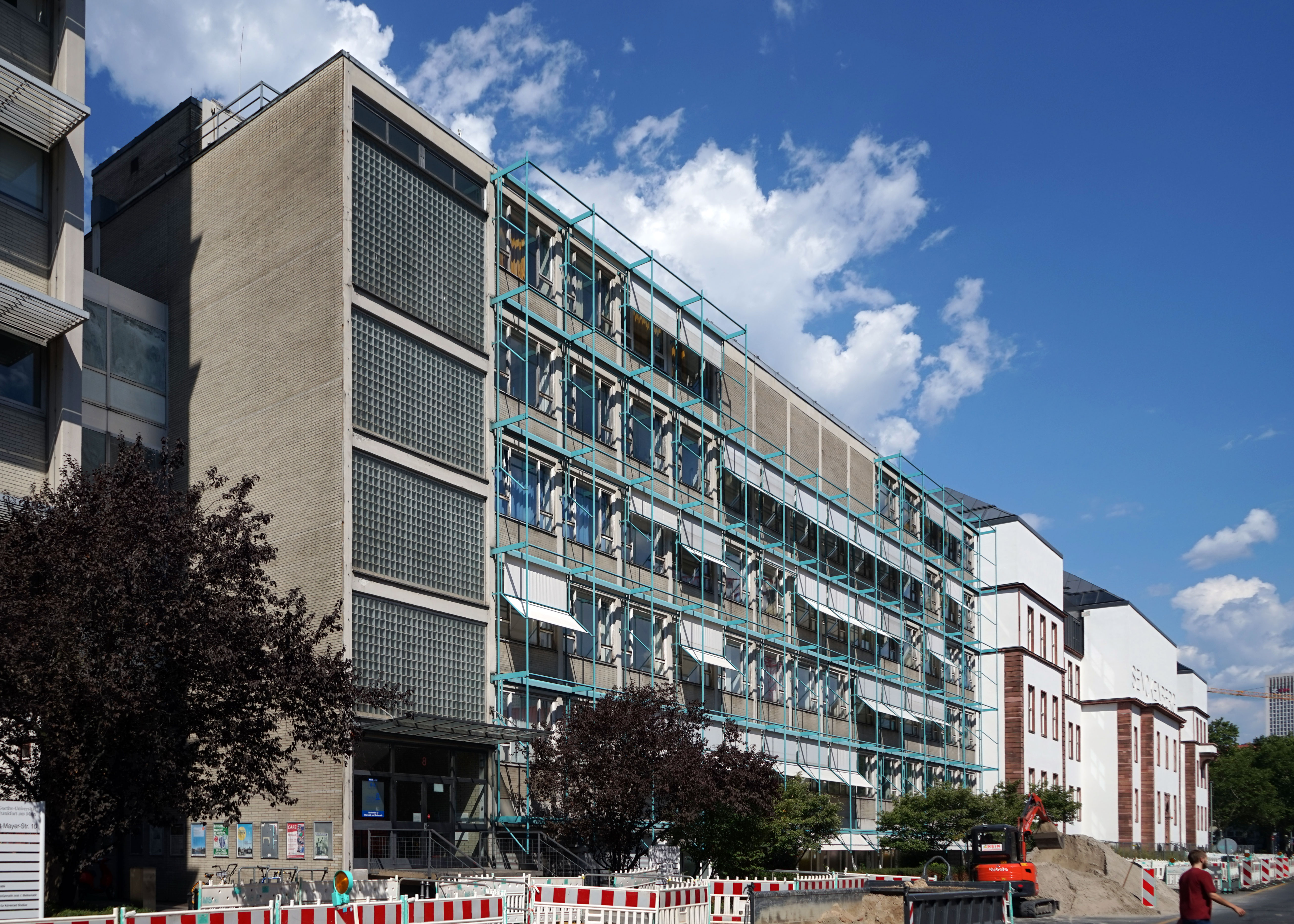
Institut für Physik und Mathematik I (2018)

Das Uni-Gebäude war für die Physik angedacht, wurde jedoch auch für die Mathematik genutzt. Seit dem Umzug des Fachbereiches Physik an den Campus Riedberg wird das Gebäude hauptsächlich vom Institut für Mathematik sowie dem Institut für Didaktik der Mathematik und der Informatik (IdMI) genutzt.

#### Robert-Mayer-Straße 9

##### Chemie

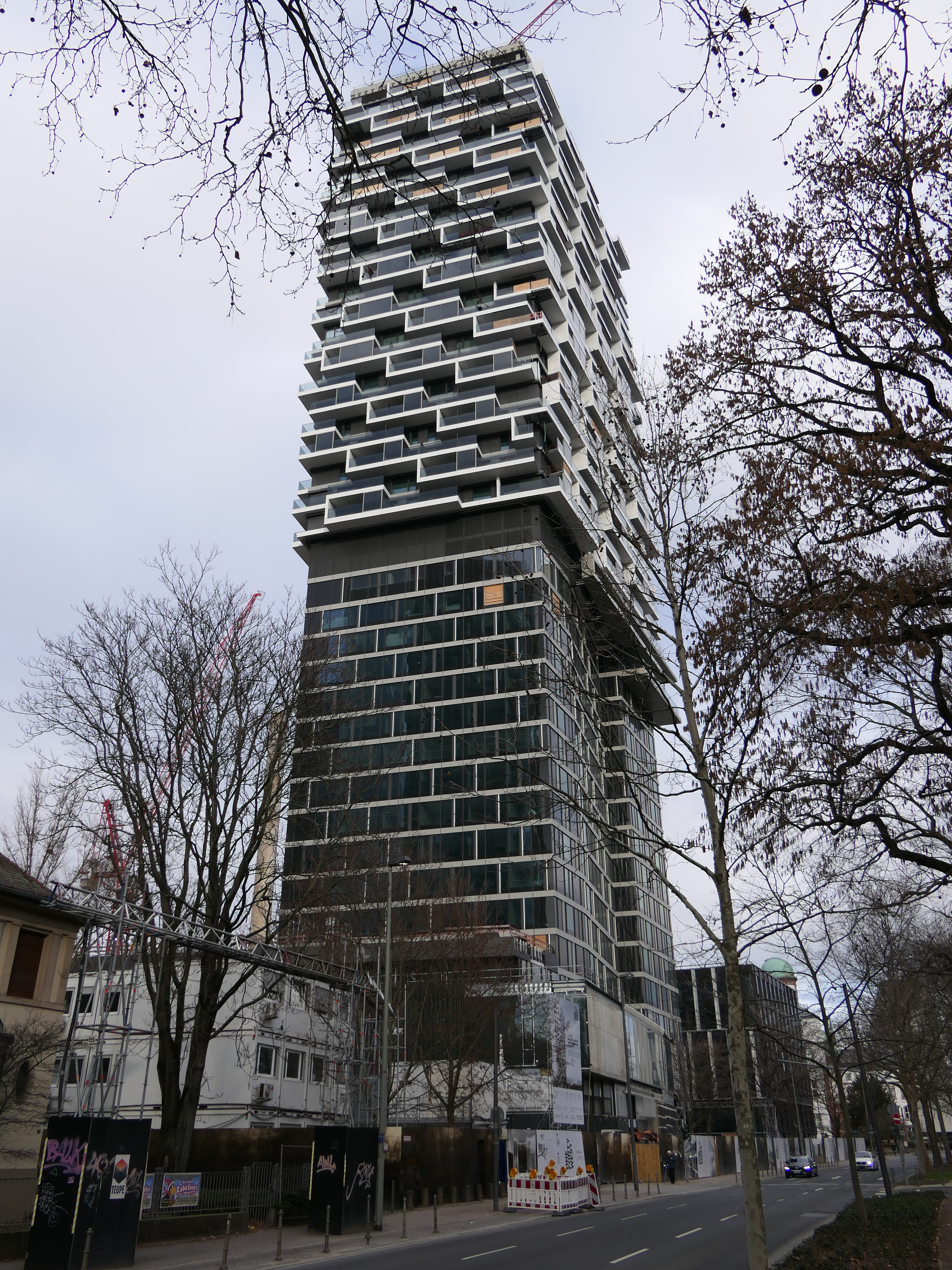
One Forty West an der Senckenberganlage (2020)

Ein Gebäude der Universität, das spätenstes 1980 mit dem Neubau der Chemie am Campus Riedberg aufgeben wurde. Nach dem Abriss wurde ca. 1995 ein Parkplatz für die Mitarbeiter der Universität gebaut. Hierbei wurde festgestellt, dass der Boden so stark verseucht ist, dass Planen ausgelegt wurden, damit keine Dämpfe austraten. Nach Aufgabe des Bereiches GVS bzw. RMS wurde der Parkplatz aufgeben und der Neubau One Forty West gebaut.

#### Robert-Mayer-Straße 10

##### Mathematik / Informatik

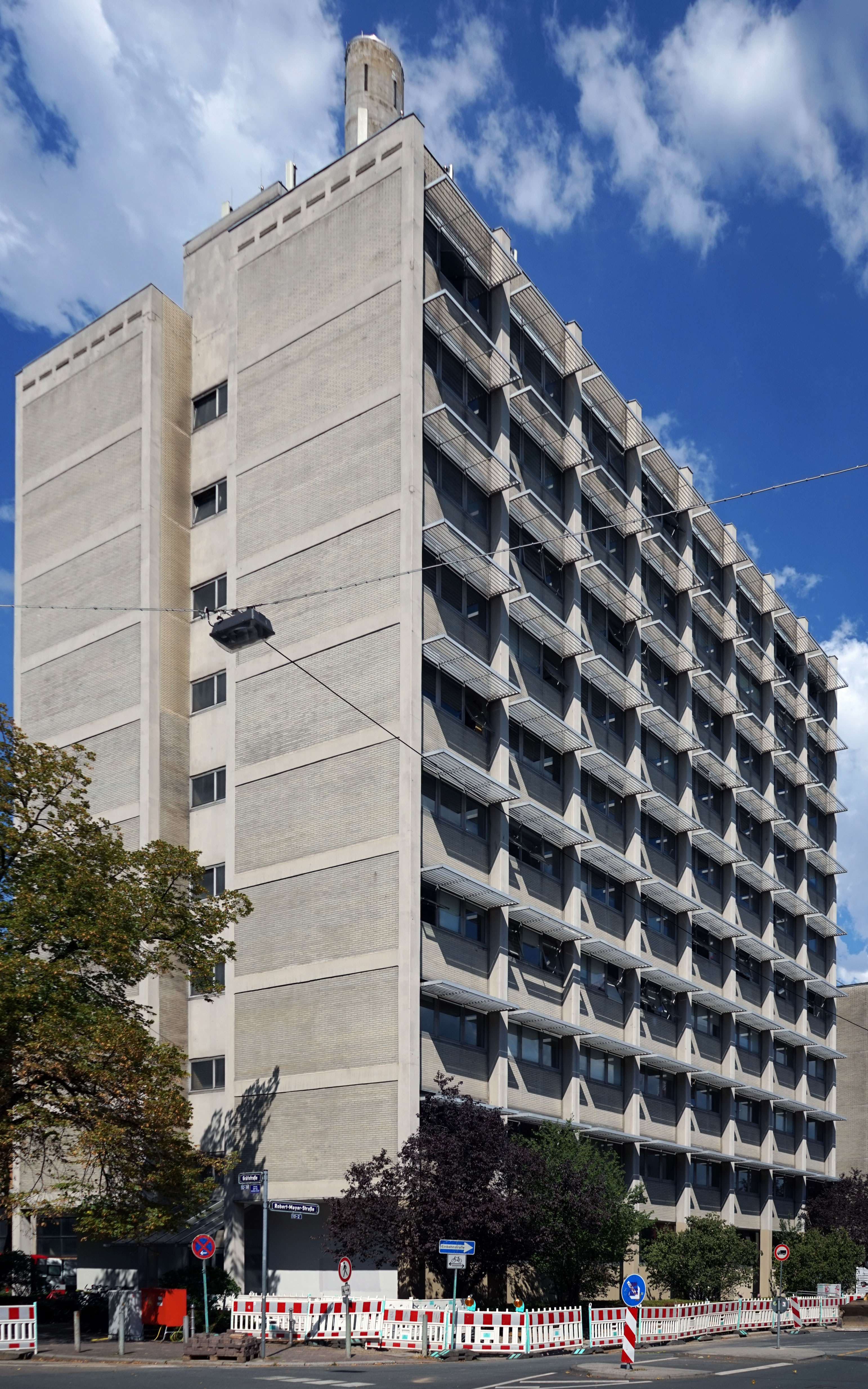
Institut-für-Physik-und-Mathematik-I (2018)

Das Gebäude wurde für die Mathematik angedacht, jedoch seit etwa 2010 auch für die Informatik genutzt.

#### Robert-Mayer-Straße 11–15

##### Informatik
Institutsgebäude Informatik.

### Senckenberganlage

#### Senckenberganlage 9–11
Siehe Georg-Voigt-Straße

#### Senckenberganlage 15–17

##### AfE-Turm

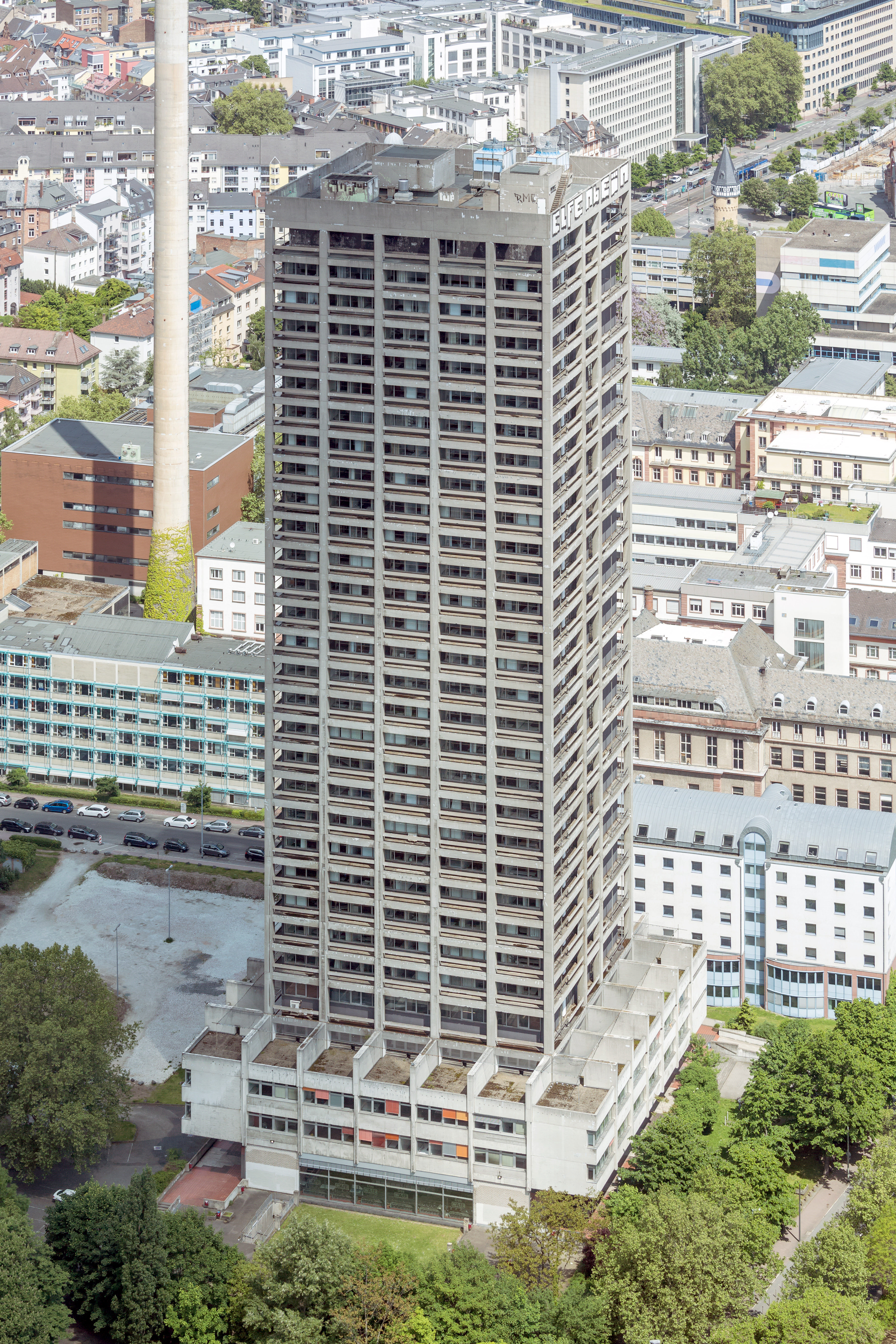
AfE-Turm, vom Messeturm gesehen (Mai 2013)
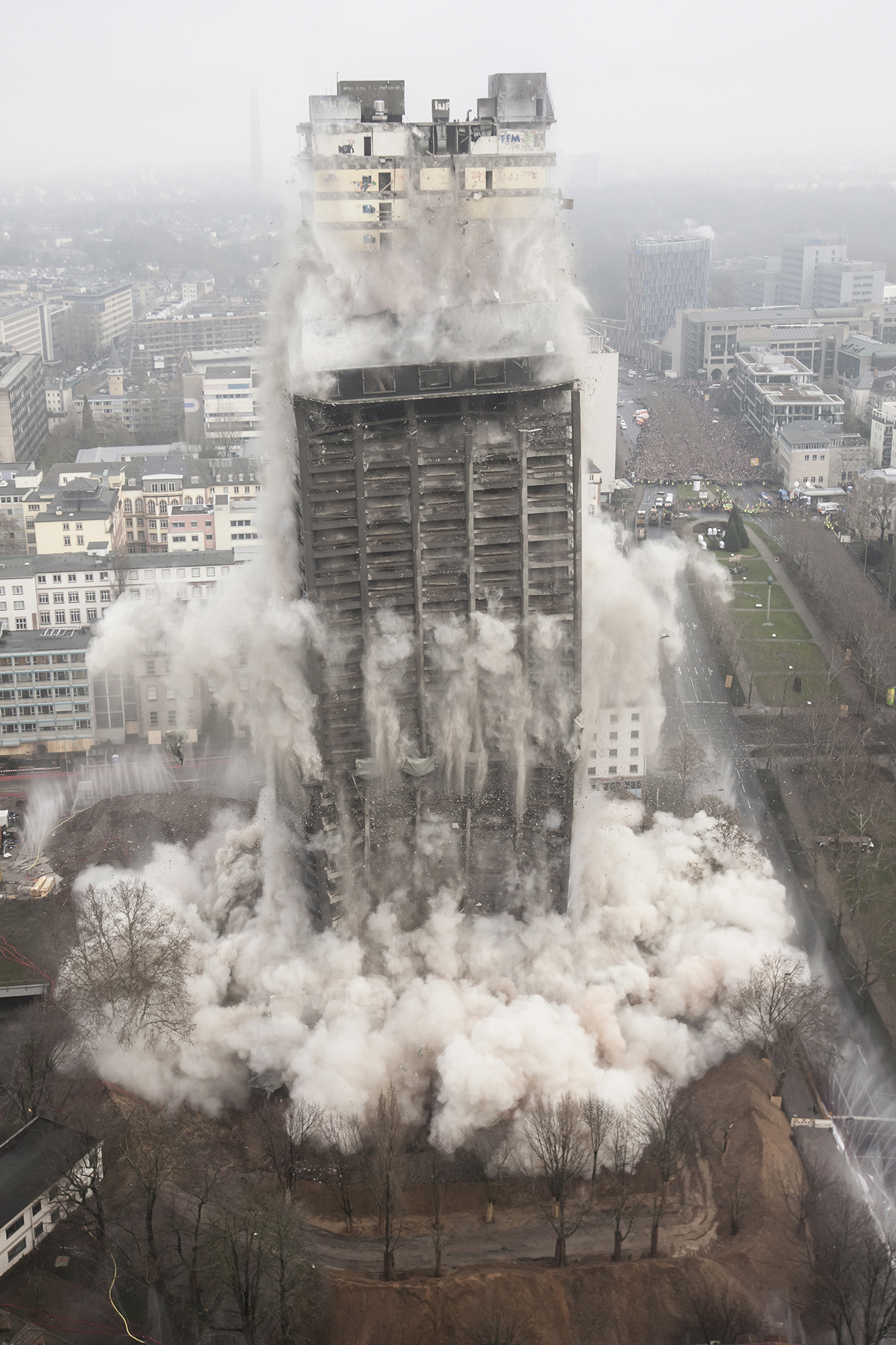
Sprengung des AfE-Turms (2. Februar 2014)

Der AfE-Turm war ein 116 Meter hohes Hochhaus in Frankfurt am Main. Er gehörte zum Campus Bockenheim der Johann-Wolfgang-Goethe-Universität und beherbergte bis März 2013 die Büros und Seminarräume der Fachbereiche Gesellschaftswissenschaften, Erziehungswissenschaften und Psychologie. Die Abkürzung AfE stand für Abteilung für Erziehungswissenschaft. Tatsächlich zog diese Abteilung nie in das Hochhaus ein, da sie schon vor der Eröffnung des Gebäudes geschlossen worden war; der Gebäudename wurde trotzdem beibehalten. Das Gebäude stand seit Mai 2013 leer und wurde am 2. Februar 2014 gesprengt. An seiner Stelle wurde bis 2021 das Wohn- und Hotelgebäude One Forty West errichtet.

#### Senckenberganlage 25

##### Senckenbergmuseum

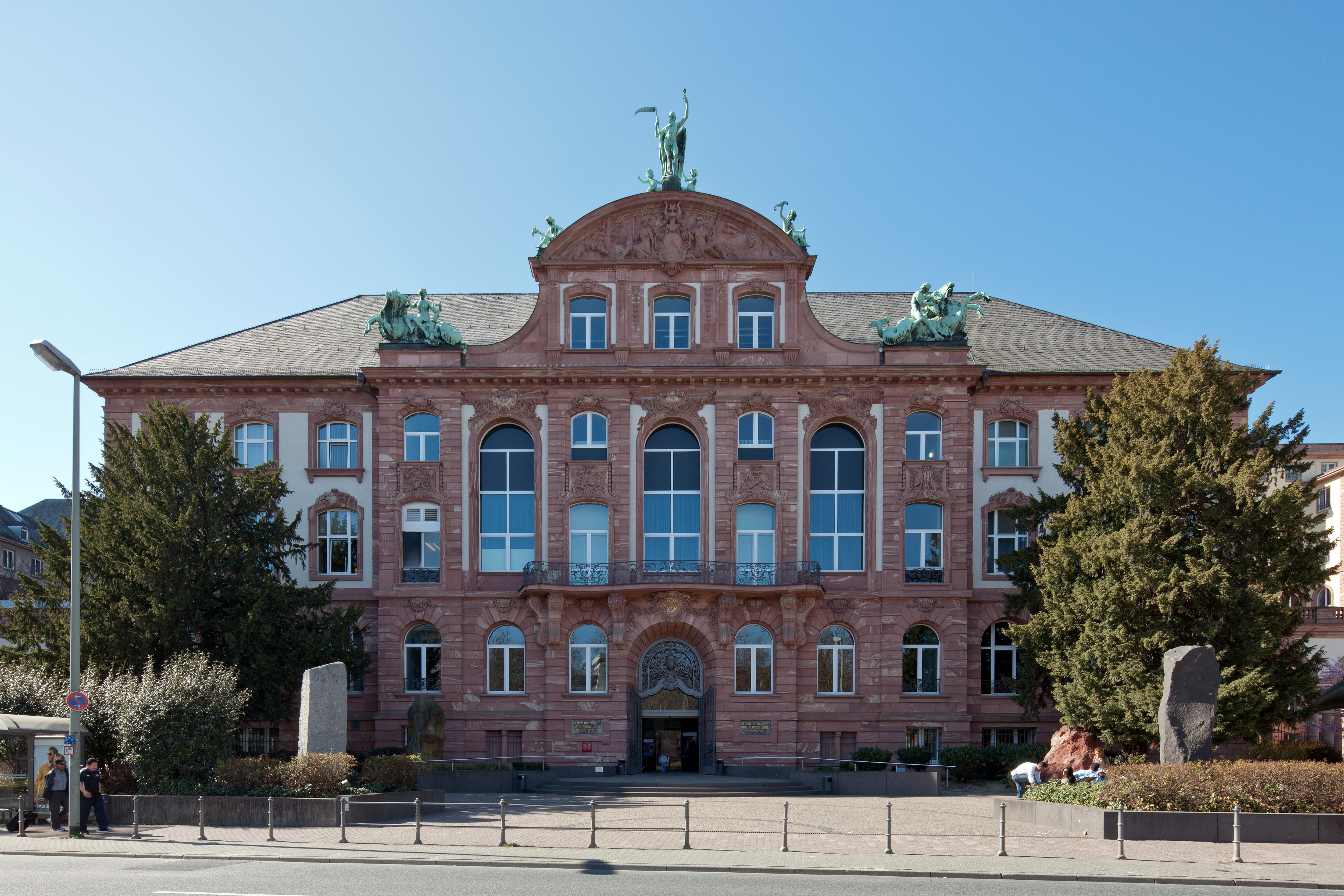
Senckenberg Naturmuseum (März 2012)

Das Senckenberg-Naturmuseum (Eigenschreibweise: Senckenberg Naturmuseum, häufig auch Senckenberg-Museum) in Frankfurt am Main ist eines der größten und bedeutendsten Naturkundemuseen in Europa. Auf einer Ausstellungsfläche von 6.000 m² werden mehrere tausend Exponate zu verschiedenen naturkundlichen Themen präsentiert.

#### Senckenberganlage 27–29

##### Jügelhaus BT A
siehe dort

#### Senckenberganlage 31–33

##### Juridicum

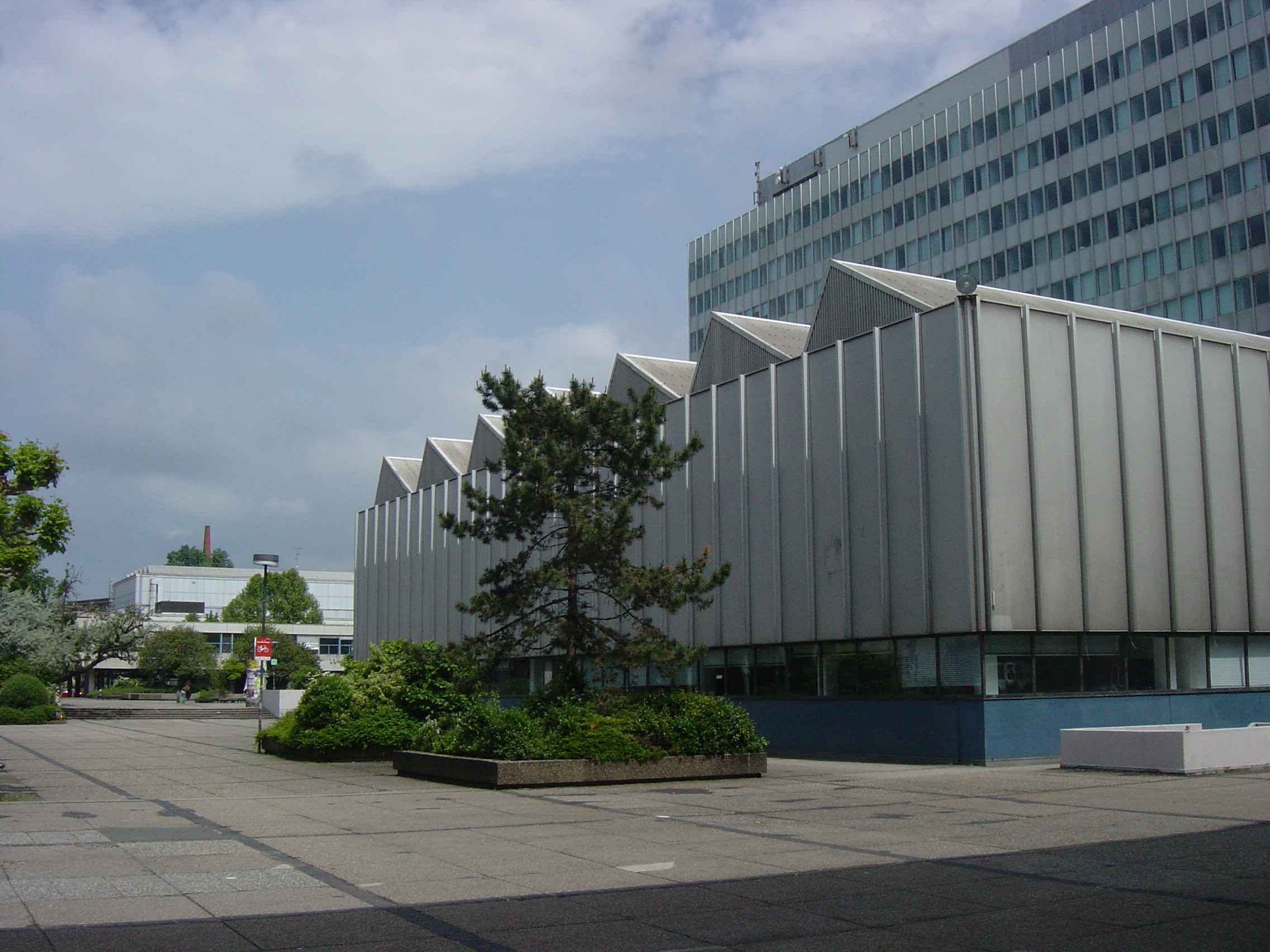
Die zweigeschossige Bibliothek, hinten links der Labsaal, hinten rechts das Juridicum (2013)
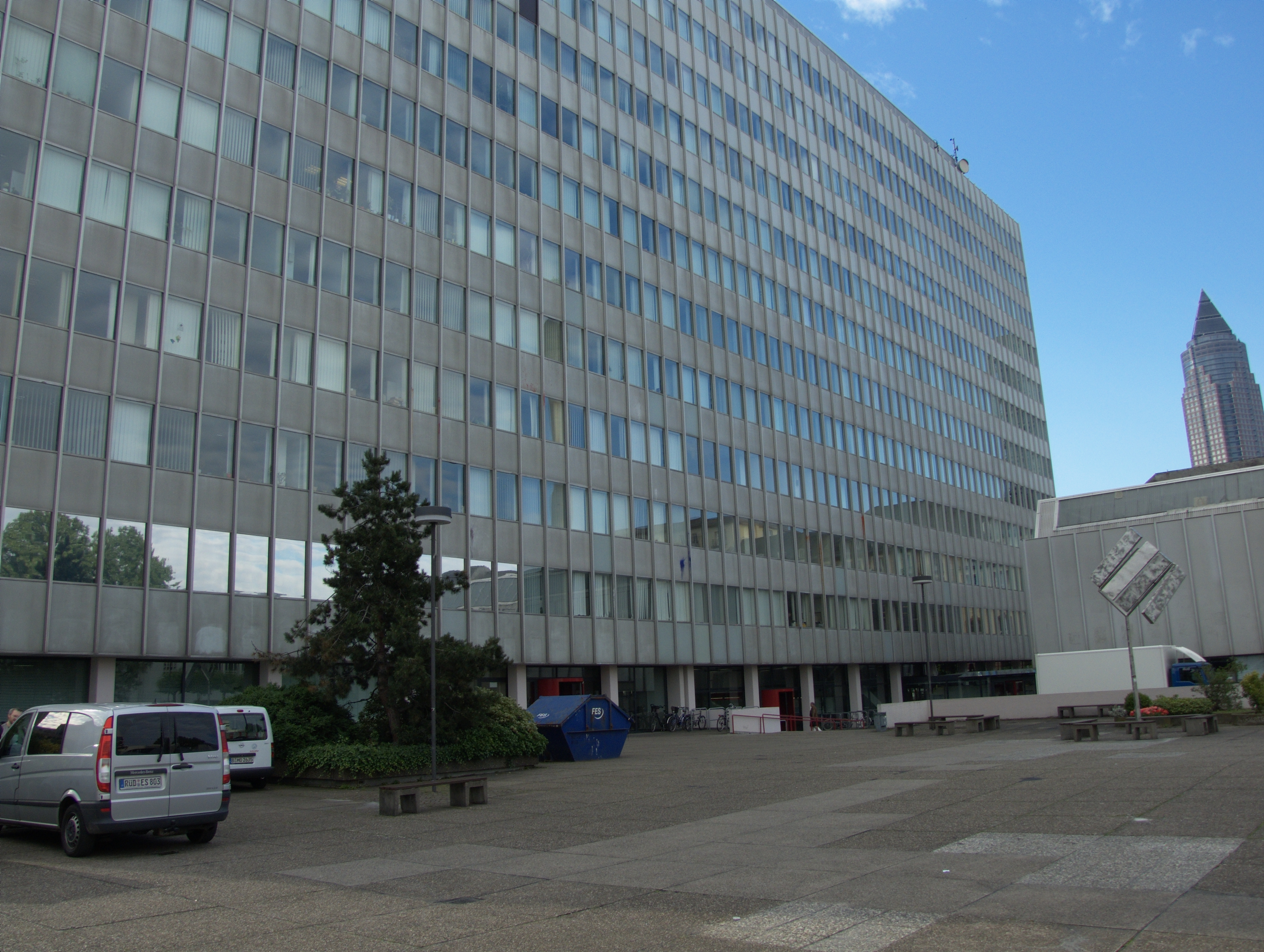
Juridicum, rechts im Hintergrund der Messeturm (2009)

Das Gebäude wurde vom Universitätsbauamt (unter Ferdinand Kramer bis 1963, anschließend von Heinrich Nitschke) geplant und bis 1970 errichtet. Im südlichen Gebäudeteil war der FB 01 Rechtswissenschaften untergebracht, im nördlichen sogenannten „Mehrzweckgebäude“ die Verwaltung der Universität. Nach dem Umzug der Rechtswissenschaften wurde das Gebäude vom FB09 Sprach- und Kulturwissenschaften genutzt. Zum Baukomplex gehörte auch das zweigeschossige sog. Juristische Seminar, später genutzt als Bibliothek. Eine zweigeschossige Tiefgarage ist mit dem Gebäude verbunden.